# 명탐정 코난의 에피소드 목록 (2001년~2005년)
아래는 애니메이션 작품인 《명탐정 코난》의 역대 에피소드 목록 (2001년~2005년)을 정리한 것이다. 극장판 스페셜과 디지털 리마스터 재방송은 제외하였다.

## 목록 (2001) / 219화~262화
| 219 | 189화           | 모여드는 명탐정 쿠도 신이치 vs 괴도 키드 集められた名探偵！工藤新一ＶＳ怪盗キッド | 남도일 대 괴도 키드 (첫 번째 이야기)       | 2001년 1월 8일   | 2006년 5월 22일 | 매직쾌두 & 30권 File 4~7 | 2시간 스페셜. 한국판에서는 4화로 분할 방송하였다. 2대 괴도키드인 쿠로바 카이토(고희도)가 시계탑을 노리다 신이치(남도일)와 대치하는 '매직쾌두' 에피소드와 괴도키드를 사칭하는 자로부터 황혼의 저택에 초대받은 탐정들이 살해의 위협속에서 보물을 찾는 '명탐정 코난' 에피소드로 이루어져 있다. 지이 코노스케(지인호), 코이즈미 아카코(진홍은), 모모이 케이코(이혜미), 하쿠바 사구루(백준수) 등장. 나카모리 아오코(임청아)의 성우가 임미진에서 여민정으로, 나카모리 긴조(신형선 혹은 임은삼)의 성우가 전인배에서 설영범으로 변경되고, 한국 이름이 신형선에서 임은삼으로 변경되었다. 아이캐치에 나오는 문 영상은 3D로 변경되었다. (일)열한 번째 닫는곡 시작. |
| 219 | 190화           | 모여드는 명탐정 쿠도 신이치 vs 괴도 키드 集められた名探偵！工藤新一ＶＳ怪盗キッド | 남도일 대 괴도 키드 (두 번째 이야기)       | 2001년 1월 8일   | 2006년 5월 23일 | 매직쾌두 & 30권 File 4~7 | 2시간 스페셜. 한국판에서는 4화로 분할 방송하였다. 2대 괴도키드인 쿠로바 카이토(고희도)가 시계탑을 노리다 신이치(남도일)와 대치하는 '매직쾌두' 에피소드와 괴도키드를 사칭하는 자로부터 황혼의 저택에 초대받은 탐정들이 살해의 위협속에서 보물을 찾는 '명탐정 코난' 에피소드로 이루어져 있다. 지이 코노스케(지인호), 코이즈미 아카코(진홍은), 모모이 케이코(이혜미), 하쿠바 사구루(백준수) 등장. 나카모리 아오코(임청아)의 성우가 임미진에서 여민정으로, 나카모리 긴조(신형선 혹은 임은삼)의 성우가 전인배에서 설영범으로 변경되고, 한국 이름이 신형선에서 임은삼으로 변경되었다. 아이캐치에 나오는 문 영상은 3D로 변경되었다. (일)열한 번째 닫는곡 시작. |
| 219 | 191화           | 모여드는 명탐정 쿠도 신이치 vs 괴도 키드 集められた名探偵！工藤新一ＶＳ怪盗キッド | 남도일 대 괴도 키드 (세 번째 이야기)       | 2001년 1월 8일   | 2006년 5월 24일 | 매직쾌두 & 30권 File 4~7 | 2시간 스페셜. 한국판에서는 4화로 분할 방송하였다. 2대 괴도키드인 쿠로바 카이토(고희도)가 시계탑을 노리다 신이치(남도일)와 대치하는 '매직쾌두' 에피소드와 괴도키드를 사칭하는 자로부터 황혼의 저택에 초대받은 탐정들이 살해의 위협속에서 보물을 찾는 '명탐정 코난' 에피소드로 이루어져 있다. 지이 코노스케(지인호), 코이즈미 아카코(진홍은), 모모이 케이코(이혜미), 하쿠바 사구루(백준수) 등장. 나카모리 아오코(임청아)의 성우가 임미진에서 여민정으로, 나카모리 긴조(신형선 혹은 임은삼)의 성우가 전인배에서 설영범으로 변경되고, 한국 이름이 신형선에서 임은삼으로 변경되었다. 아이캐치에 나오는 문 영상은 3D로 변경되었다. (일)열한 번째 닫는곡 시작. |
| 219 | 192화           | 모여드는 명탐정 쿠도 신이치 vs 괴도 키드 集められた名探偵！工藤新一ＶＳ怪盗キッド | 남도일 대 괴도 키드 (마지막 이야기)        | 2001년 1월 8일   | 2006년 5월 25일 | 매직쾌두 & 30권 File 4~7 | 2시간 스페셜. 한국판에서는 4화로 분할 방송하였다. 2대 괴도키드인 쿠로바 카이토(고희도)가 시계탑을 노리다 신이치(남도일)와 대치하는 '매직쾌두' 에피소드와 괴도키드를 사칭하는 자로부터 황혼의 저택에 초대받은 탐정들이 살해의 위협속에서 보물을 찾는 '명탐정 코난' 에피소드로 이루어져 있다. 지이 코노스케(지인호), 코이즈미 아카코(진홍은), 모모이 케이코(이혜미), 하쿠바 사구루(백준수) 등장. 나카모리 아오코(임청아)의 성우가 임미진에서 여민정으로, 나카모리 긴조(신형선 혹은 임은삼)의 성우가 전인배에서 설영범으로 변경되고, 한국 이름이 신형선에서 임은삼으로 변경되었다. 아이캐치에 나오는 문 영상은 3D로 변경되었다. (일)열한 번째 닫는곡 시작. |
| 220 | 183화           | 거짓투성이의 의뢰인 (전편)(偽りだらけの依頼人 (前編))                             | 거짓말투성이의 의뢰인 (전편)               | 2001년 1월 15일  | 2006년 5월 10일 | 28권 File 3~5            | 의혹으로 가득찬 어느 여인이 모리 탐정 사무소에 방문해 어떤 남성을 찾아달라고 의뢰를 해온다. 하지만 여인의 의뢰를 받은 모리 탐정 일행은 여인이 찾고자 한 남성이 집에서 죽은 것을 발견하게 된다. |
| 221 | 184화           | 거짓투성이의 의뢰인 (후편)(偽りだらけの依頼人(後編))                              | 거짓말투성이의 의뢰인 (후편)               | 2001년 1월 22일  | 2006년 5월 11일 | 28권 File 3~5            | 살인 사건의 범인이 자살기도를 하는 것을 막은 여성의 정체가 헤이지(하인성), 카즈하(서가영)의 깜짝 등장과 함께 밝혀지는 에피소드. 핫토리 헤이지(하인성)의 어머니 이케나미 시즈카(윤정화) 등장. |
| 222 | 185화           | 그리고 인어는 없어졌다 (사건편)(そして人魚はいなくなった (事件編))                | 그리고 인어는 사라져버렸다 (사건편)        | 2001년 1월 29일  | 2006년 5월 15일 | 28권 File 6~10           | 인어로부터 위협을 받는다는 실종된 의뢰인 때문에 오게 된 섬에서 듀공의 화살에 당첨된 여성이 폭포에서 목이 매달려 죽은 채 발견되고 장례식장에서 실종된 의뢰인의 친구도 살해된채 발견되는 에피소드. 카즈하(서가영)도 듀공의 화살에 당첨된다. |
| 223 | 186화           | 그리고 인어는 없어졌다 (추리편)(そして人魚はいなくなった (推理編))                | 그리고 인어는 사라져버렸다 (추리편)        | 2001년 2월 5일   | 2006년 5월 16일 | 28권 File 6~10           | 무녀의 증손녀도 불 타 죽은 걸로 판명된 가운데 실종된 의뢰인의 집을 뒤지던 코난이 헤이지(하인성)도 경악할 만한 범인을 찾아낸 에피소드. |
| 224 | 187화           | 그리고 인어는 없어졌다 (해결편)(そして人魚はいなくなった (解決編))                | 그리고 인어는 사라져버렸다 (해결편)        | 2001년 2월 12일  | 2006년 5월 17일 | 28권 File 6~10           | 코난이 코고로(유명한)를 이용하여 모두가 있는 가운데 범인이 특수분장을 이용해서 살인과 속임수를 저지른 죽은 줄 알았던 의외의 사람임을 밝히는 에피소드. 카즈하(가영)과 함께 벼랑에 떨어진 헤이지(하인성)가 듀공의 화살에 베이는 가운데서도 카즈하(서가영)와 함께 살아 돌아온다. |
| 225 | 188화           | 장사 번성의 비밀(商売繁盛のヒミツ)                                                | 맛집 식당의 비밀                           | 2001년 2월 19일  | 2006년 5월 18일 | 오리지널 ep82            | 갑자기 식당에 찾아와서 식당을 대박나게 만든 아저씨를 수상히 여긴 소년(어린이) 탐정단이 조사하는 에피소드. 너무도 단순한 사건에 순진한 범인 때문에 코난이 고전한다. |
| 226 | 193화           | 배틀 게임의 함정 (전편)(バトルゲームの罠 (前編))                                  | 격투 게임의 함정 (전편)                    | 2001년 2월 26일  | 2006년 5월 29일 | 27권 File 7~9            | 체험격투게임을 하던 남자가 게임도중 사망하는 에피소드. 조디 스털링(첫 등장시엔 조디 센티밀리온) 등장. |
| 227 | 194화           | 배틀 게임의 함정 (후편)(バトルゲームの罠 (後編))                                  | 격투 게임의 함정 (후편)                    | 2001년 3월 5일   | 2006년 5월 30일 | 27권 File 7~9            | 범인이 어떻게 남자를 독살했는지 밝히는 에피소드. 후반부에 조디 선생님의 수상한 면이 드러난다. |
| 228 | 195화           | 살의의 도예교실 (전편)(殺意の陶芸教室 (前編))                                     | 위험한 도예교실 (전편)                     | 2001년 3월 12일  | 2006년 5월 31일 | 30권 File 10~31권 File 1 | 도예교실 원장이 도예교실을 몰래 차지하려는 사위를 교살하고 사위와 동조했던 여성을 밤인으로 모는 에피소드. |
| 229 | 196화           | 살의의 도예교실 (후편)(殺意の陶芸教室 (後編))                                     | 위험한 도예교실 (후편)                     | 2001년 3월 19일  | 2006년 6월 1일  | 30권 File 10~31권 File 1 | 사위와 동조했던 여성을 범인으로 몰려던 원장이 진범으로 밝히는 에피소드. 란(미란)이 찻잔에 쓴 글귀가 밝혀진다. |
| 230 | 197화           | 수수께끼의 승객 (전편)(謎めいた乗客 (前編))                                       | 수수께끼의 승객 (전편)                     | 2001년 4월 16일  | 2006년 6월 5일  | 29권 File 3~5            | 소년(어린이) 탐정단과 아가사(브라운) 박사, 아라이데(황시준(베르무트)), 조디가 탄 버스가 두목의 석방을 요구하는 보석강도단의 인질극에 휘말리는 에피소드. 아이(장미)가 버스 안에 검은 조직의 존재를 인식하고 두려움에 떤다. 아카이 슈이치(이상윤) 등장. |
| 아홉 번째 여는곡 : destiny |                 |                                                                                   |                                            |                  |                 |                          | |
| 231 | 198화           | 수수께끼의 승객 (후편)(謎めいた乗客 (後編))                                       | 수수께끼의 승객 (후편)                     | 2001년 4월 23일  | 2006년 6월 6일  | 29권 File 3~5            | 코난의 작전으로 버스 인질 강도단을 제압하는 에피소드. 코난이 곧 폭파될 버스에 홀로 남아 목숨을 끊으려는 아이(장미)를 구하고 운명에 맞서라고 말한다. 마무리에 아카이 슈이치(이상윤)의 수상한 면이 부각된다. (일) 아홉 번째 여는 곡 시작. |
| 232 | 201화           | 맨션 전락 사건(マンション転落事件)                                                | 아파트 추락 사건                           | 2001년 5월 7일   | 2006년 6월 12일 | 오리지널 ep83            | 아파트에서 추락사한 사람이 사고를 당해 죽은 것이 아니라 살해당했음을 밝히는 에피소드. |
| 열두 번째 닫는곡 : Always |                 |                                                                                   |                                            |                  |                 |                          | |
| 233 | 199화           | 사라지지 않았던 증거 (전편)(消えなかった証拠 (前編))                              | 사라지지 않은 증거 (전편)                  | 2001년 5월 14일  | 2006년 6월 7일  | 29권 File 6~8            | 골동품을 기증하기로 한 집에서 개가 사라지자 소년(어린이) 탐정단이 수색하는 에피소드. - (일) 열두 번째 닫는곡 시작. |
| 234 | 200화           | 사라지지 않았던 증거 (후편)(消えなかった証拠 (後編))                              | 사라지지 않은 증거 (후편)                  | 2001년 5월 21일  | 2006년 6월 8일  | 29권 File 6~8            | 실종된 개를 찾고, 그 개를 훔치려고 했던 범인을 찾는 에피소드. 후에 견공 도난 사건의 진의가 밝혀진다. |
| 235 | 202화           | 밀실의 와인셀러(密室のワインセラー)                                               | 밀실의 와인창고                            | 2001년 5월 28일  | 2006년 6월 13일 | 오리지널 ep84            | 와인파티에 초대한 주인이 와인 창고에서 살해된 채 발견되는 에피소드. |
| 236 | 203화           | 난키 시라하마 미스테리 투어 (전편)(南紀白浜ミステリーツアー (前編))               | 하얀 모래 해변의 미스테리 (전편)           | 2001년 6월 4일   | 2006년 6월 14일 | 오리지널 ep85            | 여행 도중 만났던 갑부집 여의대생이 살해되는 에피소드로 피해자와 같이 살인계획을 세웠다가 피해자를 죽인 범인을 밝히는 에피소드. - 난키 시라하마 : 일본 와카야마현에 있는 시라하마정(白浜町)을 가리킨다. 시라하마(白良浜)와 산단베키(三段壁) 등이 나온다. |
| 237 | 204화           | 난키 시리하마 미스테리 투어 (후편)(南紀白浜ミステリーツアー (後編))               | 하얀 모래 해변의 미스테리 (후편)           | 2001년 6월 11일  | 2006년 6월 15일 | 오리지널 ep85            | 여행 도중 만났던 갑부집 여의대생이 살해되는 에피소드로 피해자와 같이 살인계획을 세웠다가 피해자를 죽인 범인을 밝히는 에피소드. - 난키 시라하마 : 일본 와카야마현에 있는 시라하마정(白浜町)을 가리킨다. 시라하마(白良浜)와 산단베키(三段壁) 등이 나온다. |
| 238 | 205화           | 오사카 3개의 K사건 (전편)(大阪“３つのK”事件 (前編))                               | 세개의 K사건 (전편)                        | 2001년 6월 18일  | 2006년 6월 19일 | 29권 File 9~11           | 오사카(부산)에 미국의 유명 스포츠맨 3명이 문을 연 레스토랑 개업식에서 유명인들의 뒤를 캐는 미국 기자가 살해당하는 에피소드. |
| 239 | 206화           | 오사카 3개의 K사건 (후편)(大阪“３つのK”事件 (後編))                               | 세개의 K사건 (후편)                        | 2001년 6월 25일  | 2006년 6월 20일 | 29권 File 9~11           | 코난이 괴로움 속에서 자신의 우상이었던 선수에게 범행 사실을 폭로하고 자수하도록 만드는 에피소드. |
| 240 | 207화           | 신칸센 호송사건 (전편)(新幹線護送事件 (前編))                                     | 고속열차 호송사건 (전편)                   | 2001년 7월 2일   | 2006년 6월 21일 | 30권 File 1~3            | 타카기(신형선)와 사토(오지인)가 호송하던 죄인이 화장실에서 살해당하는 에피소드. 란(미란)이 신이치(남도일)에게 고백하려다 실패하고, 다카기(신형선)는 유미가 알려준 대로 사토(오지인)를 떠보려다 실패한다. 미야모토 유미(김유미)의 성우가 장혜선에서 김현지로 변경. |
| 241 | 208화           | 신칸센 호송사건 (후편)(新幹線護送事件 (後編))                                     | 고속열차 호송사건 (후편)                   | 2001년 7월 9일   | 2006년 6월 22일 | 30권 File 1~3            | 신문의 다른 판을 통하여 범인을 밝혀내는 에피소드. 사토(오지인)의 속마음을 얼핏 알 수 있다. |
| 242 | 209화           | 겐타소년의 재난(元太少年の災難)                                                   | 뭉치의 수난시대                            | 2001년 7월 16일  | 2006년 6월 26일 | 30권 File 8~9            | 소년(어린이) 탐정단이 겐타(뭉치)를 죽이려는 소매치기범을 밝혀내는 에피소드. 사건이 해결되고 아이(장미)가 코난에게 진이 왼손잡이라는 증언을 한다. |
| 대한민국 2기 미방영분: 2022년 6월 6일 ~, 애니박스(월 20:00 ▶ 22:00) |                 |                                                                                   |                                            |                  |                 |                          | |
| 243 | 979화(대 2-1화) | 가짜 모리 코고로 (전편)(毛利小五郎のニセ者 (前編))                                | 가짜 모리 코고로 (전편)                    | 2001년 7월 23일  | 2022년 6월 6일  | 31권 File 2~4            | 코고로(유명한) 행세를 하고 문제의 서류 가방을 가져간 사람이 야마무라(정영일) 형사와 코고로(유명한)이 현장을 방문한 후에 목 매달아 죽은 시체로 발견되는 에피소드. |
| 244 | 980화(대 2-2화) | 가짜 모리 코고로 (후편)(毛利小五郎のニセ者 (後編))                                | 가짜 모리 코고로 (후편)                    | 2001년 7월 30일  | 2022년 6월 6일  | 31권 File 2~4            | 숨겨진 돈을 찾기 위해 5년 전과 현재 사람을 살해한 범인을 밝혀내는 에피소드. 스모 경기 결과가 적힌 스포츠 신문이 돈이 숨겨진 장소를 알리고 있다. |
| 245 | 210화           | 해바라기관의 총성(ヒマワリ館の銃声)                                               | 해바라기 저택의 총소리                     | 2001년 8월 6일   | 2006년 6월 27일 | 오리지널 ep86            | 스토커 위협을 받던 건축가가 자신의 서재에서 의문의 총격으로 사망하는 에피소드. |
| 246 | 211화           | 그물에 걸린 수수께끼 (전편)(網にかかった謎 (前編))                                | 그물에 걸린 수수께끼 (전편)                | 2001년 8월 13일  | 2006년 6월 28일 | 31권 File 5~7            | 함부로 물고기를 잡아 빈축을 사던 어부가 그물에 둘러쌓인 익사체로 발견되는 에피소드. |
| 247 | 212화           | 그물에 걸린 수수께끼 (후편)(網にかかった謎 (後編))                                | 그물에 걸린 수수께끼 (후편)                | 2001년 8월 20일  | 2006년 6월 29일 | 31권 File 5~7            | 아버지의 복수를 위해 어부를 죽인 범인을 밝혀내는 에피소드. 아이(장미)가 란(미란)에게 마음을 연다. |
| 열세 번째 닫는곡 : 푸르디 푸른 이 지구에 |                 |                                                                                   |                                            |                  |                 |                          | |
| 248 | 213화           | 위안의 숲의 알리바이(癒しの森のアリバイ)                                          | 위안의 숲의 알리바이                       | 2001년 8월 27일  | 2006년 7월 3일  | 오리지널 ep87            | 펜션을 운영하던 형제랑 갈등을 빚던 마을 촌장이 살해당하는 에피소드. (일) 열세 번째 닫는곡 시작. |
| 249 | 214화           | 아이돌의 비밀 (전편)(アイドル達の秘密 (前編))                                     | 스타들의 비밀 (전편)                       | 2001년 9월 3일   | 2006년 7월 4일  | 32권 File 5~7            | 요코(오소라)와 예전에 함께 아이돌 그룹을 했던 여성이 자신의 약혼을 축하하기 위해 주변 사람들이 집에 모인 가운데 집 욕실에서 상해를 입는 에피소드. |
| 250 | 215화           | 아이돌의 비밀 (후편)(アイドル達の秘密 (後編))                                     | 스타들의 비밀 (후편)                       | 2001년 9월 10일  | 2006년 7월 5일  | 32권 File 5~7            | 범행사실을 밝히고 자살하려던 범인을 코난이 살리는 에피소드. 범행사실을 덮으면서 서로에게 쌓인 오해를 푼다. |
| 251 | 216화           | OK목장의 비극(OK牧場の悲劇)                                                       | OK목장의 비극                              | 2001년 9월 17일  | 2006년 7월 6일  | 오리지널 ep88            | 말의 편좌를 이용해서 목장을 몰래 매각하려는 사람을 살해한 범인을 밝히는 에피소드. 범인을 감싸주는 목장 주인의 모습을 볼 수 있다. |
| 252 | 217화           | 그림 속의 유괴범(絵の中の誘拐犯)                                                  | 그림 속의 유괴범                           | 2001년 10월 8일  | 2006년 7월 10일 | 오리지널 ep89            | 아이(장미)를 제외한 소년(어린이) 탐정단이 유괴된 아이가 그린 그림을 토대로 유괴범을 추적하는 에피소드. |
| 대한민국 미공개 X파일 2기 : 꿈을 향해 (일본판 열세 번째 여는 곡: 그대와 약속한 아름다운 그 장소까지) 2014년 8월 5일 ~ 2014년 투니버스(화 21:00 ▶ 22:00) 4기 미방중 2화 방영 , 271~272화도 방영 |                 |                                                                                   |                                            |                  |                 |                          | |
| 253 | 619화(x2-1화)   | 본청 형사의 사랑 이야기 4 (전편)(本庁の刑事恋物語 4 (前編))                       | 형사 아저씨의 사랑 이야기 (전편)           | 2001년 10월 15일 | 2014년 8월 5일  | 32권 File 11~33권 File 2 | 다카기(신형선)가 편의점 강도를 조사하는 동안 시라토리(백동훈)와 맞선을 보게 된 사토(오지인)가 다카기(신형선)가 맞선 장소에 올지 안올지로 혼담을 결정하자는 시라토리(백동훈)의 제안을 받아들이는 에피소드. 사토(오지인)의 다카기(신형선)을 향한 마음을 엿볼 수 있어서 나름 중요한 에피소드이다. 기모노와 같은 일본 문화가 나왔지만 일식집으로 수정하고 방영하였다, (한) 미공개 X파일 2기 방영시작. |
| 254 | 620화(x2-2화)   | 본청 형사의 사랑 이야기 4 (후편)(本庁の刑事恋物語 4 (後編))                       | 형사 아저씨의 사랑 이야기 (후편)           | 2001년 10월 22일 | 2014년 8월 5일  | 32권 File 11~33권 File 2 | 다카기(신형선)가 신이치(남도일)(?)의 도움으로 편의점 강도를 잡는 동안 코난이 아라이데(황시준)를 이용한 속임수로 사토(오지인)와 시라토리(백동훈)의 혼담을 좌절시키는 에피소드. 식당에서 나온 란(미란)이 우연히 아카이 슈이치(이상윤)으로 보이는 인물을 보게 된다. |
| 255 | 783화(대 2-5화) | 마츠에 타마츠쿠리 연구, 14번의 승부 (전편)(松江玉造連句14番勝負 (前編))           | 마쓰에 다마츠쿠리 연시, 14번의 승부 (전편) | 2001년 10월 29일 | 2022년 6월 13일 | 오리지널 ep90            | 돈문제로 연구회에 접근한 시문학 연구회원이 살해되는 에피소드. 마츠에를 배경으로 한다. |
| 256 | 984화(대 2-6화) | 마츠에 타마츠쿠리 연구, 14번의 승부 (후편)(松江玉造連句14番勝負 (後編))           | 마쓰에 다마츠쿠리 연시, 14번의 승부 (후편) | 2001년 11월 5일  | 2022년 6월 13일 | 오리지널 ep90            | 코고로(유명한)가 연구회에 참가한 가운데, 연구회에서 발표된 시구를 토대로 범인을 밝히는 에피소드. |
| 257 | 218화           | 세상의 기묘한 천벌(世にも奇妙な天罰)                                              | 세상에서 제일 기묘한 천벌                  | 2001년 11월 12일 | 2006년 7월 11일 | 오리지널 ep91            | 아이(장미)를 제외한 소년(어린이) 탐정단이 다카기(신형선)가 지진 도중 있었던 빈집털이범이 시주털이범임을 밝히도록 도와주는 에피소드. |
| 258 | 219화           | 시카고로부터 온 남자 (전편)(シカゴから来た男 (前編))                              | 시카고에서 온 남자 (전편)                  | 2001년 11월 19일 | 2006년 7월 12일 | 32권 File 8~10           | 소년(어린이) 탐정단이 도와 준 제임스 블랙이 그를 미국인 부호로 착각한 경찰을 행세한 자들에게 납치되는 에피소드. 제임스 블랙등장. |
| 열 번째 여는곡 : Winter Bells |                 |                                                                                   |                                            |                  |                 |                          | |
| 259 | 220화           | 시카고로부터 온 남자 (후편)(シカゴから来た男 (後編))                              | 시카고에서 온 남자 (후편)                  | 2001년 11월 26일 | 2006년 7월 13일 | 32권 File 8~10           | 소년(어린이) 탐정단이 납치된 제임스 블랙을 구출하는 에피소드. 끝에 아카이 슈이치(이상윤)가 제임스 블랙을 몰래 데리고 간다. (일) 열 번째 여는곡 시작. |
| 260 | 225화           | 흔들리는 레스토랑(揺れるレストラン)                                               | 흔들리는 레스토랑                          | 2001년 12월 3일  | 2006년 7월 24일 | 오리지널 ep92            | 공사장 옆 식당주인이 하루밤 사이에 살해되는 에피소드. 모리(유명한) 탐정이 첫 번째 추리를 한 뒤 나중에 진상을 파악한 코난에 의해 두 번째 추리를 발표한다. |
| 261 | 985화(대 2-7화) | 눈내리는 밤의 공포 전설 (전편)(雪の夜の恐怖伝説 (前編))                           | 눈 오는 밤의 무서운 전설 (전편)            | 2001년 12월 10일 | 2022년 6월 13일 | 오리지널 ep93            | 악랄한 경영을 하던 사장이 별채에서 저주받은 갑옷을 입은 자에게 죽임을 당하고 사장직과 재산을 노리던 장남이 본채의 오디오방에서 그 갑옷을 입은 채 죽은 에피소드. |
| 262 | 986화(대 2-8화) | 눈내리는 밤의 공포 전설 (후편)(雪の夜の恐怖伝説 (後編))                           | 눈 오는 밤의 무서운 전설 (후편)            | 2001년 12월 17일 | 2022년 6월 13일 | 오리지널 ep93            | 갑옷의 부속품과 현장의 구조를 이용해 범인이 아버지의 복수를 하고자 두 사람을 죽이고 어떻게 별채와 본채의 오디오방을 밀실로 만들었는지 밝히는 에피소드. |

## 목록 (2002) / 263화~303화
| 화수 | 화수             | 부제목                                        | 부제목                                       | 방영일           | 방영일          | 관련 원작                | 설명 |
| 일본어판 | 한국어판         | 일본어판                                      | 한국어판                                     | 일본어판         | 한국어판        | 관련 원작                | 설명 |
| --- | ---------------- | --------------------------------------------- | -------------------------------------------- | ---------------- | --------------- | ------------------------ | --- |
| 263 | 221화            | 오사카 더블 미스테리! 나니와 검사와 타이코 성 | 더블 미스테리 수수께끼의 성 (첫 번째 이야기) | 2002년 1월 7일   | 2006년 7월 17일 | 31권 File 8~32권 File 4  | 2시간 스페셜 방송(한국판에서 4화 분할 방송). 헤이지(하인성)가 검도대회에서 발생한 살인사건을 해결하는 첫 번째 에피소드와 코난과 헤이지(하인성)가 오사카성(황금의 성)에서 발생한 연쇄 살인 사건을 토대로 오사카성(황금의 성)의 비밀을 밝히다 핫토리 헤이조(하평무)에게 이용당하는(?) 두 번째 에피소드로 구성되었다.                                           |
| 263 | 222화            | 오사카 더블 미스테리! 나니와 검사와 타이코 성 | 더블 미스테리 수수께끼의 성 (두 번째 이야기) | 2002년 1월 7일   | 2006년 7월 18일 | 31권 File 8~32권 File 4  | 2시간 스페셜 방송(한국판에서 4화 분할 방송). 헤이지(하인성)가 검도대회에서 발생한 살인사건을 해결하는 첫 번째 에피소드와 코난과 헤이지(하인성)가 오사카성(황금의 성)에서 발생한 연쇄 살인 사건을 토대로 오사카성(황금의 성)의 비밀을 밝히다 핫토리 헤이조(하평무)에게 이용당하는(?) 두 번째 에피소드로 구성되었다.                                           |
| 263 | 223화            | 오사카 더블 미스테리! 나니와 검사와 타이코 성 | 더블 미스테리 수수께끼의 성 (세 번째 이야기) | 2002년 1월 7일   | 2006년 7월 19일 | 31권 File 8~32권 File 4  | 2시간 스페셜 방송(한국판에서 4화 분할 방송). 헤이지(하인성)가 검도대회에서 발생한 살인사건을 해결하는 첫 번째 에피소드와 코난과 헤이지(하인성)가 오사카성(황금의 성)에서 발생한 연쇄 살인 사건을 토대로 오사카성(황금의 성)의 비밀을 밝히다 핫토리 헤이조(하평무)에게 이용당하는(?) 두 번째 에피소드로 구성되었다.                                           |
| 263 | 224화            | 오사카 더블 미스테리! 나니와 검사와 타이코 성 | 더블 미스테리 수수께끼의 성 (마지막 이야기)  | 2002년 1월 7일   | 2006년 7월 20일 | 31권 File 8~32권 File 4  | 2시간 스페셜 방송(한국판에서 4화 분할 방송). 헤이지(하인성)가 검도대회에서 발생한 살인사건을 해결하는 첫 번째 에피소드와 코난과 헤이지(하인성)가 오사카성(황금의 성)에서 발생한 연쇄 살인 사건을 토대로 오사카성(황금의 성)의 비밀을 밝히다 핫토리 헤이조(하평무)에게 이용당하는(?) 두 번째 에피소드로 구성되었다.                                           |
| 264 | 229화            | 법정의 대결 키사키 vs 코고로 (전편)           | 법정의 대결 노애리 대 유명한 (전편)          | 2002년 1월 14일  | 2006년 7월 31일 | 오리지널 ep94            | 에리(노애리)와 쿠죠가 자신의 아이를 죽인 사람을 살해했다는 용의자를 두고 법정 공판을 벌이는 에피소드. 쿠죠 레이코(서영주) 등장. |
| 265 | 230화            | 법정의 대결 키사키 vs 코고로 (후편)           | 법정의 대결 노애리 대 유명한 (후편)          | 2002년 1월 21일  | 2006년 8월 1일  | 오리지널 ep94            | 코난이 증인석에 있는 코고로(유명한)을 재운 다음 용의자의 무죄를 입증하는 에피소드. 쭈꾸미 음식점 성냥갑의 글자가 사건의 힌트! |
| 열네 번째 닫는곡 : 꿈 꾼 후에 |                  |                                               |                                              |                  |                 |                          | |
| 266 | 226화            | 발렌타인의 진실 (사건편)                      | 발렌타인의 진실 (사건편)                     | 2002년 1월 28일  | 2006년 7월 25일 | 33권 File 3~6            | 초콜릿을 만들려고 찾아간 산장에 묶던 르포라이터가 밖에 나간 후 산장 안에서 만들던 초콜릿과 함께 살해된 채 발견되는 에피소드. (일) 열네 번째 닫는곡 시작. |
| 267 | 227화            | 발렌타인의 진실 (추리편)                      | 발렌타인의 진실 (추리편)                     | 2002년 2월 4일   | 2006년 7월 26일 | 33권 File 3~6            | 검은 털모자를 쓴 사람에 대한 증언이 나오는 가운데 피해자를 죽인 범인을 추적하는 에피소드. |
| 268 | 228화            | 발렌타인의 진실 (해결편)                      | 발렌타인의 진실 (해결편)                     | 2002년 2월 11일  | 2006년 7월 27일 | 33권 File 3~6            | 산장에서 키우던 개를 통하여 범인을 밝히고 비극의 전초인 눈사태를 일으킨 사람들이 산장의 사람들을 해치려 하자 소노코(보라)가 초콜릿을 주려고 했던 털모자의 쓴 사람과 란(미란)이 처단하는 에피소드. 소노코(보라)가 쿄고쿠(오경구)에게 직접 초콜릿으로 마음을 전한다. 코난이 란(미란)이 잠든 사이에 란(미란)이 만든 초콜릿을 신이치(남도일)가 먹은 것처럼 한다. |
| 269 | 231화            | 범죄에 사라진 증거 (전편)                     | 잃어버린 시계를 찾아라 (전편)                | 2002년 2월 18일  | 2006년 8월 2일  | 33권 File 7~9            | 소년(어린이) 탐정단과 아가사(브라운) 박사가 시계를 찾기 위해 찾아간 의뢰인 집에서 비디오를 보던 집주인이 살해되는 에피소드. 다카기 (신형선)형사가 코난에게 코고로(유명한)가 탐정으로 사건을 해결한 것(코난이 뒤에서 해결했던)과 관련된 경찰 문서가 버스 인질 사건 직후 누군가에게 도난당한 사실을 얘기한다.                                                  |
| 270 | 232화            | 범죄에 사라진 증거 (후편)                     | 잃어버린 시계를 찾아라 (후편)                | 2002년 3월 4일   | 2006년 8월 3일  | 33권 File 7~9            | 코난이 의뢰인을 상대로 한 상황재연으로 범인임을 증명하는 에피소드. 심란해 하는 코난을 보며 아이(장미)의 만감이 교차된다. 아카이 슈이치(이상윤)가 코고로(유명한) 집 근처에서 잠복한다. (한) 4기 방영 종료. |
| 열한 번째 여는곡 : I can't stop my love for you♥ |                  |                                               |                                              |                  |                 |                          | |
| 271 | 621화(x2-3화)    | 숨겨 서둘러 생략 (전편)                       | 대충 급하게 가리고! (전편)                   | 2002년 3월 11일  | 2014년 8월 12일 | 33권 File 10~34권 File 1 | 정전이 일어난 15초 동안 남자가 칼을 맞고 암호로 된 다잉 메시지를 남기고 사망하는 에피소드. 조디가 란(미란)에게 X의 의미를 알아 오라고 한다. (일) 열한 번째 여는곡 시작. |
| 272 | 622화(x2-4화)    | 숨겨 서둘러 생략 (후편)                       | 대충 급하게 가리고! (후편)                   | 2002년 3월 18일  | 2014년 8월 12일 | 33권 File 10~34권 File 1 | 한자를 줄인 암호를 통해 흥신소장을 죽인 범인을 밝히는 에피소드. 후반부에 베르무트가 진에게 보내는 편지를 통해 X의 의미가 드러난다. |
| 273 | 988화(대 2-11화) | 퀴즈 할머니 실종 사건                         | 퀴즈 할머니 실종 사건                        | 2002년 4월 8일   | 2022년 6월 20일 | 오리지널 ep95            | 아이(장미)를 제외한 소년(어린이) 탐정단이 도둑고양이들을 돌보던 할머니가 남긴 스카프의 한문 암호를 통해 할머니가 납치된 장소를 찾는 에피소드. |
| 대한민국 5기 미리보기 스페셜: 바람의 라라라 (일본판 열두 번째 여는 곡 〈바람의 라라라〉 원곡 동일곡) 2007년 5월 5일 투니버스 (274~275화)                                                         |                  |                                               |                                              |                  |                 |                          | |
| | SP               |                                               | 유령 주택의 진실 (전편)                      |                  | 2007년 5월 5일  |                          | 투니버스에서 어린이날을 맞이하여 명탐정 코난의 5기를 미리보기 형태로 방송한 스페셜이다. |
| | SP               |                                               | 유령 주택의 진실 (후편)                      |                  | 2007년 5월 5일  |                          | 투니버스에서 어린이날을 맞이하여 명탐정 코난의 5기를 미리보기 형태로 방송한 스페셜이다. |
| 대한민국 5기 : 바람의 라라라 ~소중한 우리들의 시간~ (일본판 열두 번째 여는곡 〈바람의 라라라〉) 2007년 5월 8일 ~ 2007년 8월 7일 투니버스 (월-목 19:00~19:30; 274~332화 중 11화 미방, 337화 포함) |                  |                                               |                                              |                  |                 |                          | |
| 274 | 233화            | 유령 저택의 진실 (전편)                       | 유령 주택의 진실 (전편)                      | 2002년 4월 15일  | 2007년 5월 8일  | 35권 File 5~7            | 란(미란), 코난, 코고로(유명한)가 찾아간 공동주택에서 유령 체험을 하는 에피소드. 곧 전근을 갈 예정이라는 아라이데(황시준)가 171, 172화의 후일담을 얘기한다. (한) 5기 방영 시작. |
| 275 | 234화            | 유령 저택의 진실 (후편)                       | 유령 주택의 진실 (후편)                      | 2002년 4월 22일  | 2007년 5월 9일  | 35권 File 5~7            | 유령소동을 토대로 5년 전 살인사건을 덮으려는 범인을 밝히는 에피소드. 뒷이야기에서 소노코(정보라)가 란(미란)을 유령이야기로 놀린다. |
| 276 | 235화            | 경찰 수첩 분실 사건                           | 경찰 수첩 분실 사건                          | 2002년 5월 6일   | 2007년 5월 10일 | 오리지널 ep96            | 타카기(신형선)의 탐정수첩을 찾던 소년(어린이) 탐정단이 이와 연루된 살인시도를 파악하고 저지하는 에피소드. |
| 277 | 236화            | 영어교사 vs 서쪽의 명탐정 (전편)              | 영어교사 VS 소년 명탐정 (전편)               | 2002년 5월 13일  | 2007년 5월 14일 | 34권 File 2~4            | 수상한 행보를 보인 조디를 조사하러 조디의 집으로 간 헤이지(하인성)와 코난이 그곳에서 살인사건에 연루되는 에피소드. 코난이 아가사(브라운)에게 176~178화의 참석자 중 수상했던 여배우 크리스 빈야드를 조사해달라고 부탁한다. |
| 278 | 237화            | 영어교사 vs 서쪽의 명탐정 (후편)              | 영어교사 VS 소년 명탐정 (후편)               | 2002년 5월 20일  | 2007년 5월 15일 | 34권 File 2~4            | 코난과 헤이지(하인성)가 조디를 이용(?)하여 살인사건을 해결하는 에피소드. 헤이지(하인성)와 조디가 신경전(?)을 벌이며 사건 해결 후 헤이지(하인성)가 코난에게 조디는 크리스는 아니지만 수상한 인물이라고 자신의 생각을 밝힌다. |
| 279 | 238화            | 미궁의 훌리건 (전편)                          | 미궁 속의 훌리건 (전편)                      | 2002년 5월 27일  | 2007년 5월 16일 | 34권 File 5~7            | 악명높은 축구 훌리건이 만원전철에서 살해당하는 에피소드. 아이(장미)가 팀 이적 이후 양팀 선수 팬에게 외면받는 축구선수에게 동질감을 느끼고 관심을 가진다. 아가사(브라운)가 그동안 조사한 크리스에 대해 얘기한다. |
| 280 | 239화            | 미궁의 훌리건 (후편)                          | 미궁 속의 훌리건 (후편)                      | 2002년 6월 3일   | 2007년 5월 17일 | 34권 File 5~7            | 코난이 아가사(브라운)를 통해 사건을 해결하는 에피소드. 코난이 아이(장미)에게 결승골을 넣고 분위기를 반전시킨 그 축구선수 얘기를 하며 격려한다. |
| 281 | 240화            | 작은 목격자들                                 | 작은 목격자들                                | 2002년 6월 10일  | 2007년 5월 21일 | 오리지널 ep97            | 살인현장을 목격한 미츠히코(세모), 겐타(뭉치), 아유미(아름)이 시신을 실은 범인의 트럭에 타게 되는 에피소드. |
| 282 | 241화            | 물이 흐르는 석정의 불가사의 (전편)            | 물이 흐르는 정원의 비밀 (전편)               | 2002년 6월 17일  | 2007년 5월 22일 | 오리지널 ep98            | 악평을 듣던 가구회사 사장이 정기적으로 물이 흐르고 빠지는 자택 정원 한가운데 변사체로 발견되는 에피소드. |
| 283 | 242화            | 물이 흐르는 석정의 불가사의 (후편)            | 물이 흐르는 정원의 비밀 (후편)               | 2002년 6월 24일  | 2007년 5월 23일 | 오리지널 ep98            | 범인이 어떻게 흔적을 남기지 않고 사장을 죽이고서 변사체를 옮겼는지 밝히는 에피소드. 만년필의 잉크가 힌트! |
| 284 | 243화            | 차이나타운 비와 데쟈뷰 (전편)                 | 차이나타운에 내리는 비의 데자뷰 (전편)       | 2002년 7월 1일   | 2007년 5월 24일 | 34권 File 8~10           | 코고로(유명한), 란(미란), 코난과 함께 중국요리를 먹던 영화감독이 베이징덕을 먹다 청산가리 섭취로 사망하는 에피소드. 란(미란)이 비 내리는 광경을 보면서 아카이 슈이치(이상윤)와 샤론, 신이치(남도일)에 대한 엉켜버린 기억들로 패닉 상태에 빠진다. 요코미조 쥬고(천범기) 등장.                                                                                 |
| 285 | 244화            | 차이나타운 비와 데자뷰 (후편)                 | 차이나타운에 내리는 비의 데자뷰 (후편)       | 2002년 7월 8일   | 2007년 5월 28일 | 34권 File 8~10           | 어떻게 범인의 계략으로 영화감독이 청산가리를 섭취해서 죽일 수 있었는지 밝히는 에피소드. 코고로(유명한)를 잠재운 코난이 란(미란)을 쉬게 하려고 하지만 거절당하고 이후 란(미란)이 아카이 슈이치(이상윤), 샤론, 신이치(남도일)이 얽힌 기억의 실체를 깨닫는 순간 쓰러진다.                                                                                       |
| 286 | 245화            | 쿠도 신이치 뉴욕의 사건 (사건편)              | 남도일의 뉴욕사건 (사건편)                   | 2002년 7월 15일  | 2007년 5월 29일 | 34권 File 11~35권 File 4 | 쓰러진 란(미란)이 몽롱한 의식 속에서 샤론, 아카이 슈이치(이상윤), 신이치(남도일)가 얽힌 뉴욕에서의 사건을 회상하는 에피소드. 162(141,142)회 이후 뉴욕에 간 신이치(남도일), 란(미란)이 유키코(이하연)의 친구인 유명배우 샤론의 도움으로 협박편지가 날아온 뮤지컬에 초대된다.                                                                                  |
| 287 | 246화            | 쿠도 신이치 뉴욕의 사건 (추리편)              | 남도일의 뉴욕사건 (추리편)                   | 2002년 7월 22일  | 2007년 5월 30일 | 34권 File 11~35권 File 4 | 갑옷의상이 추락하는 사건 이후 연극무대에서 남자 배우가 거울에서 연기가 나오며 실체화되는 극적인 신에서 총살당하는 에피소드. 신고를 받고 사건 현장에 진짜 경감이 온 후에도 샤론의 장난인가 확인하는 신이치의 모습을 멋쩍어 하며 감싸주는 유키코의 모습을 볼 수 있다.                                                                                          |
| 열다섯 번째 닫는곡 : 무색 |                  |                                               |                                              |                  |                 |                          | |
| 288 | 247화            | 쿠도 신이치 뉴욕의 사건 (해결편)              | 남도일의 뉴욕사건 (해결편)                   | 2002년 7월 29일  | 2007년 5월 31일 | 34권 File 11~35권 File 4 | 범인이 갑옷의상 추락 때 자신이 구해준 사람이란 사실에 심란해 하던 란(미란)이 신이치(남도일)과 함께 연쇄살인범과 조우하고 이 과정에서 아카이 슈이치(이상윤)와 만나게 되는 기억을 하다 깨어나는 에피소드. 아카이(이상윤)의 정체(FBI)가 어렴풋이 드러난다. (일) 열다섯 번째 닫는곡 시작.                                                                        |
| 289 | 248화            | 미궁의 숲의 미츠히코 (전편)                   | 미로의 숲의 세모 (전편)                      | 2002년 8월 5일   | 2007년 6월 4일  | 35권 File 8~10           | 알 수 없는 이유로 집단체조를 결석하면서까지 118회에 코난을 습격했던 연쇄살인범이 숨어 있는 산으로 들어간 미츠히코(세모)를 찾으러 가는 에피소드. |
| 290 | 249화            | 미궁의 숲의 미츠히코 (후편)                   | 미로의 숲의 세모 (후편)                      | 2002년 8월 12일  | 2007년 6월 5일  | 35권 File 8~10           | 검은조직과 연관이 된 연쇄살인범이 미츠히코(세모)를 경찰에 데려다 주고 잡히는 에피소드. 미츠히코가 산에 간 이유가 밝혀진다. 아이(장미)가 검은조직에 대한 낌새를 느끼지 못하자 꺼림칙해한다. |
| 291 | 989화(대 2-12화) | 외딴섬의 공주와 용궁성 (사건편)               | 외딴섬의 공주와 용궁(사건편)                 | 2002년 8월 19일  | 2022년 6월 20일 | 35권 File 11~36권 File 4 | 코고로(유명한)와 헤이지(하인성)가 추리대결을 하기로 한 귀신 도깨비 섬 사전 조사중 여스텝이 살해당하는 에피소드. 오키나와를 배경으로 한다. |
| 292 | 991화(대 2-13화) | 외딴섬의 공주와 용궁성 (추구편)               | 외딴섬의 공주와 용궁(추구편)                 | 2002년 8월 26일  | 2022년 6월 27일 | 35권 File 11~36권 File 4 | 섬에 있던 군수의 옛 별장에서 군수의 유괴당한 딸의 흔적을 발견한 후 선장이 배에서 살해당해 발견되는 에피소드. |
| 293 | 992화(대 2-14화) | 외딴섬의 공주와 용궁성 (해결편)               | 외딴섬의 공주와 용궁 (해결편)                | 2002년 9월 2일   | 2022년 6월 27일 | 35권 File 11~36권 File 4 | 군수의 딸 유괴 및 가정부를 살해한 강도사건과 연관된 귀신도깨비섬의 살인사건의 범인을 밝히는 에피소드. 일본의 성(姓)과 용궁전설이 힌트. |
| 294 | 993화(대 2-15화) | 사랑과 결단의 스매쉬 (전편)                   | 사랑과 결단의 스매쉬 (전편)                  | 2002년 9월 9일   | 2022년 6월 27일 | 오리지널 ep99            | 쿠마모토에서 소년(어린이) 탐정단이 테니스 대회에 참가하는 도중 누군가가 떨어트린 휴대폰을 돌려주려던 란(미란)이 휴대폰 주인과 살인 계획을 세우던 사람들에게 납치되는 에피소드. |
| 295 | 994화(대 2-16화) | 사랑과 결단의 스매쉬 (후편)                   | 사랑과 결단의 스매쉬 (후편)                  | 2002년 9월 16일  | 2022년 6월 27일 | 오리지널 ep99            | 소년(어린이) 탐정단이 테니스 경기를 포기하면서까지 공장에서 란(미란)을 구출하고 시상식에서 원한을 산 국회의원을 죽이려는 범인을 막는 에피소드. 일본의 상이한 한자 발음 방식으로 란(미란)이 있는 공장 장소를 찾아낸다. |
| 296 | 250화            | 야카타부네, 낚시 쇼크                         | 밤낚시의 비극                                | 2002년 10월 14일 | 2007년 6월 6일  | 오리지널 ep100           | 배에서 밤낚시를 하던 사람이 감전사 당하는 에피소드. 전선이 녹은 자국을 이상하게 여긴 코난의 추리로 범인이 밝혀지게 된다. |
| 297 | 251화            | 법정의 대결! 키사키 vs 쿠죠 (전편)            | 법정의 대결2 노애리 대 서영주 (전편)         | 2002년 10월 21일 | 2007년 6월 7일  | 오리지널 ep101           | 부동산회사 사장 살인사건의 용의자(피고인)를 둘러싸고 에리(노애리)와 레이코(서영주)가 법정에서 재격돌하는 에피소드. |
| 298 | 252화            | 법정의 대결! 키사키 vs 쿠죠 (후편)            | 법정의 대결2 노애리 대 서영주 (후편)         | 2002년 10월 28일 | 2007년 6월 11일 | 오리지널 ep101           | 잠자는 코고로(유명한)가 법정에서 범인으로 지목된 피고인이 실은 용의자가 아닌 목격자임을 법정에서 밝히는 에피소드. |
| 299 | 253화            | 우정과 살의의 관문해협 (전편)                 | 우정과 증오의 서창해협 (전편)                | 2002년 11월 4일  | 2007년 6월 12일 | 오리지널 ep102           | 고교 동창 사이에서 미움을 사던 사업가가 관문대교(서창대교) 밑에서 살해된 채 발견되는 에피소드. 관문대교를 매개로 한 시모노세키와 모지항의 이모저모를 볼 수 있다. |
| 열여섯 번째 닫는곡 : Overture |                  |                                               |                                              |                  |                 |                          | |
| 300 | 254화            | 우정과 살의의 관문해협 (후편)                 | 우정과 증오의 서창해협 (후편)                | 2002년 11월 18일 | 2007년 6월 13일 | 오리지널 ep102           | 자신의 옛 친구를 죽게 만들고도 여전히 냉담한 사업가를 자신이 죽였다고 여동창이 자수한 가운데, 진정 사업가를 죽인 범인을 밝히는 에피소드. (일) 열여섯 번째 닫는곡 시작. |
| 301 | 255화            | 악의와 성자의 행진 (전편)                     | 악마와 성자의 행진 (전편)                    | 2002년 11월 25일 | 2007년 6월 12일 | 36권 File 5~7            | 축구우승 팀 퍼레이드 도중에 다카기(신형선)가 타던 승용차가 폭발하는 등 과거 폭발테러와 유사한 연쇄폭발사고가 일어나는 에피소드. 사토(오지인)가 과거 폭발 사고로 순직한 마츠다 진페이(송보윤)와 유사한 변장을 한 다카기(신형선)의 뺨을 후려친다. |
| 302 | 256화            | 악의와 성자의 행진 (후편)                     | 악마와 성자의 행진 (후편)                    | 2002년 12월 2일  | 2007년 6월 13일 | 36권 File 5~7            | 소년(어린이) 탐정단의 도움으로 과거 폭발테러를 빙자한 우체국 강도단을 체포하는 에피소드. 사토(오지인)가 마츠다(송보윤)처럼 또 다시 소중한 사람을 잃기 싫어서 다카기(신형선)와의 진전을 막으려 한다. |
| 303 | 257화            | 돌아온 피해자                                 | 돌아온 피해자                                | 2002년 12월 9일  | 2007년 6월 19일 | 오리지널 ep103           | 배달돼 온 중고 소파에 유기된 노인의 시체가 발견되는 에피소드. 미츠히코(세모)의 추리는 코난이 인정할 정도로 범인을 잡는 데 활약이 크다. |

## 목록 (2003) / 304화~344화
| 304 | 258화            | 흔들리는 경시청, 1200만 명의 인질 | 춤추는 경찰청 천만명의 인질 (첫 번째 이야기) | 2003년 1월 6일   | 2007년 6월 20일 | 36권 File 8 ~ 37권 File 1 | 2시간 스페셜. 7년 전 동료를 잃은 것에 대한 보복으로 과거에도 마츠다(송보윤)을 죽이는 등 연쇄 폭탄 테러를 자행했던 범인이 시라토리(백동훈)의 차에 폭탄 테러를 감행해 시라토리(백동훈)를 중상입힌 것을 시작으로 또 다시 경찰을 상대로 동경(서울) 시민을 인질로 삼은 폭탄 테러를 실행하려는 에피소드. 다카기(신형선)가 범인을 죽이려 하는 사토(오지인)를 뺨을 때리면서까지 막고, 키스할 뻔하는 상황을 만든다.                                                                                |
| 304 | 259화            | 흔들리는 경시청, 1200만 명의 인질 | 춤추는 경찰청 천만명의 인질 (두 번째 이야기) | 2003년 1월 6일   | 2007년 6월 21일 | 36권 File 8 ~ 37권 File 1 | 2시간 스페셜. 7년 전 동료를 잃은 것에 대한 보복으로 과거에도 마츠다(송보윤)을 죽이는 등 연쇄 폭탄 테러를 자행했던 범인이 시라토리(백동훈)의 차에 폭탄 테러를 감행해 시라토리(백동훈)를 중상입힌 것을 시작으로 또 다시 경찰을 상대로 동경(서울) 시민을 인질로 삼은 폭탄 테러를 실행하려는 에피소드. 다카기(신형선)가 범인을 죽이려 하는 사토(오지인)를 뺨을 때리면서까지 막고, 키스할 뻔하는 상황을 만든다.                                                                                |
| 304 | 260화            | 흔들리는 경시청, 1200만 명의 인질 | 춤추는 경찰청 천만명의 인질 (세 번째 이야기) | 2003년 1월 6일   | 2007년 6월 22일 | 36권 File 8 ~ 37권 File 1 | 2시간 스페셜. 7년 전 동료를 잃은 것에 대한 보복으로 과거에도 마츠다(송보윤)을 죽이는 등 연쇄 폭탄 테러를 자행했던 범인이 시라토리(백동훈)의 차에 폭탄 테러를 감행해 시라토리(백동훈)를 중상입힌 것을 시작으로 또 다시 경찰을 상대로 동경(서울) 시민을 인질로 삼은 폭탄 테러를 실행하려는 에피소드. 다카기(신형선)가 범인을 죽이려 하는 사토(오지인)를 뺨을 때리면서까지 막고, 키스할 뻔하는 상황을 만든다.                                                                                |
| 304 | 261화            | 흔들리는 경시청, 1200만 명의 인질 | 춤추는 경찰청 천만명의 인질 (마지막 이야기)  | 2003년 1월 6일   | 2007년 6월 26일 | 36권 File 8 ~ 37권 File 1 | 2시간 스페셜. 7년 전 동료를 잃은 것에 대한 보복으로 과거에도 마츠다(송보윤)을 죽이는 등 연쇄 폭탄 테러를 자행했던 범인이 시라토리(백동훈)의 차에 폭탄 테러를 감행해 시라토리(백동훈)를 중상입힌 것을 시작으로 또 다시 경찰을 상대로 동경(서울) 시민을 인질로 삼은 폭탄 테러를 실행하려는 에피소드. 다카기(신형선)가 범인을 죽이려 하는 사토(오지인)를 뺨을 때리면서까지 막고, 키스할 뻔하는 상황을 만든다.                                                                                |
| 305 | 262화            | 보이지 않는 용의자 (전편)         | 보이지 않는 용의자 (전편)                    | 2003년 1월 13일  | 2007년 6월 27일 | 37권 File 2~4             | 코고로(유명한)가 출연한 드라마 촬영현장에서 살인사건이 일어나는 에피소드. 용의자 중에 코코로(유명한)의 동창 친구도 포함되어 있다. |
| 열두 번째 여는곡 : 바람의 라라라 |                  |                                   |                                              |                  |                 |                           | |
| 306 | 263화            | 보이지 않는 용의자 (후편)         | 보이지 않는 용의자 (후편)                    | 2003년 1월 20일  | 2007년 6월 28일 | 37권 File 2~4             | 마취총이 없는 상태에서 코고로(유명한)가 직접 자신의 동창에게 범인이 자백할 수 있도록 설득하고, 코난도 몰랐던 범인과 동창과의 관계도 밝혀내는 에피소드. (일) 열두 번째 여는곡 시작. |
| 열일곱 번째 닫는곡 : 내일을 꿈꾸며 |                  |                                   |                                              |                  |                 |                           | |
| 대한민국 미공개 X파일 2기 : 꿈을 향해 (일본판 열세 번째 여는 곡: 그대와 약속한 아름다운 그 장소까지) 2014년 8월 21일 ~ 2014년 투니버스(목 21:00 ▶ 22:00) 5기 미방영 중 4화 방영        |                  |                                   |                                              |                  |                 |                           | |
| 307 | 623화(x2-5화)    | 남겨진 소리 없는 증언 (전편)      | 남겨진 소리 없는 증언 (전편)                 | 2003년 1월 27일  | 2014년 8월 21일 | 37권 File 5~7             | 검은조직과 접촉한 것으로 추정되는 게임 프로그래머가 잠적한 방 안에서 시체로 발견되는 에피소드. (일) 열일곱 번째 닫는곡 시작. |
| 308 | 624화(x2-6화)    | 남겨진 소리 없는 증언 (후편)      | 남겨진 소리 없는 증언 (후편)                 | 2003년 2월 3일   | 2014년 8월 21일 | 37권 File 5~7             | 바둑판에 남겨진 일본어 점자 표기로 범인을 찾는 에피소드. 코난이 사건 해결 중 몰래 검은 조직의 내용을 알 수 있는 게임 프로그래머의 일기를 복사함. 코난과 란(미란)이 귀가도중 아카이(이상윤)를 만나게 된다. |
| 309 | 264화            | 검은 조직과의 접촉 (교섭편)       | 검은 조직과의 접촉 (교섭편)                  | 2003년 2월 10일  | 2007년 7월 2일  | 37권 File 8 ~ 38권 File 1 | 코난과 아가사(브라운)가 프로그래머의 일기에 숨겨진 메시지를 토대로 검은 조직이 의뢰한 프로그램이 남겨진 것으로 보이는 별장으로 찾아가는 에피소드. 란(미란)으로부터 아카이(이상윤)의 얘기를 들은 코난이 더욱 의구심을 품는다. 축구공 벨트 아이템 등장. |
| 310 | 265화            | 검은 조직과의 접촉 (추적편)       | 검은 조직과의 접촉 (추적편)                  | 2003년 2월 17일  | 2007년 7월 3일  | 37권 File 8 ~ 38권 File 1 | 프로그래머로 위장하여 검은 조직의 워커와 만나기로 약속한 코난과 아가사(브라운)가 도중에 수상한 차량에 탑승하는 에피소드. |
| 311 | 266화            | 검은 조직과의 접촉 (결사편)       | 검은 조직과의 접촉 (결사편)                  | 2003년 2월 24일  | 2007년 7월 4일  | 37권 File 8 ~ 38권 File 1 | 보석강도단을 붙잡은 뒤 코난이 워커를 통해 검은 조직의 흔적을 찾으려다 진에게 간파당하고 자신도 발각될 뻔하는 에피소드. 코난을 발견한 아이(장미)가 돌아가던 도중 아카이(이상윤)의 낌새를 느끼고 경악한다. |
| 312 | 995화(대 2-19화) | 석양에 물든 히나인형 (전편)       | 석양에 물든 히나인형 (전편)                  | 2003년 3월 3일   | 2022년 7월 4일  | 38권 File 2~4             | 아유미(아름)가 히나마츠리 인형을 받으러 가려고 한 집의 명품 족자가 도난당하는 에피소드. 아이(장미)가 자신의 부친인 미야노 아츠시(안동준)에 대해 잠시 언급한다. |
| 313 | 996화(대 2-20화) | 석양에 물든 히나인형 (후편)       | 석양에 물든 히나인형 (후편)                  | 2003년 3월 10일  | 2022년 7월 4일  | 38권 File 2~4             | 배열이 다르게 된 히나마츠리 인형을 통해 숨겨진 족자의 행방과 범인을 밝히는 에피소드. 아유미(아름이)와 그 친구들이 노을을 바라본 채 사진을 찍는 것으로 끝난다. |
| 314 | 267화            | 망가진 울타리의 전망대            | 망가진 울타리의 전망대                       | 2003년 3월 17일  | 2007년 7월 5일  | 오리지널 ep104            | 산악 관리 사무소 동료를 전망대 울타리 작업 중 일어난 사고로 위장하여 살해한 범인을 밝혀내는 에피소드. |
| 315 | 268화            | 햇볕이 맞는 장소                  | 햇볕이 드는 장소                             | 2003년 4월 14일  | 2007년 7월 9일  | 오리지널 ep105            | 수전증을 앓는 화가의 사망이 죽순의 성질을 이용한 문하생의 범행의 결과로 일어났음을 밝히는 에피소드. |
| 316 | 269화            | 더러워진 복면의 히어로 (전편)     | 더럽혀진 복면의 영웅 (전편)                  | 2003년 4월 21일  | 2007년 7월 10일 | 38권 File 5~7             | 울프페이스 마스크를 벗기는 조건으로 음모를 꾸미던 프로레슬러가 대기실에서 살해당하는 에피소드. |
| 317 | 270화            | 더러워진 복면의 히어로 (후편)     | 더럽혀진 복면의 영웅 (후편)                  | 2003년 4월 28일  | 2007년 7월 11일 | 38권 File 5~7             | 대기실에 배치된 몰래 카메라를 통해 범인을 밝히는 에피소드. 란(유미란)의 발차기 기술로 범인이 제압당한다. |
| 318 | 271화            | 행운의 시가 케이스 (전편)         | 행운의 담배 케이스 (전편)                    | 2003년 5월 5일   | 2007년 7월 12일 | 오리지널 ep106            | 안마의자 회장과 계약 문제로 다투던 연구원이 회장을 찌르고 차로 도주하다 추락사하는 에피소드. |
| 319 | 272화            | 행운의 시가 케이스 (후편)         | 행운의 담배 케이스 (후편)                    | 2003년 5월 12일  | 2007년 7월 16일 | 오리지널 ep106            | 가슴속 담배 케이스로 살아난 안마의자 회장이 도리어 연구원을 죽인 범인이라는 것을 알리는 에피소드. |
| 320 | 273화            | 둔갑술 알리바이 공작의 방법       | 둔갑술의 알리바이                            | 2003년 5월 19일  | 2007년 7월 18일 | 오리지널 ep107            | 피해자에서 살인범이 된 소설가 문하생의 알리바이를 간파하는 에피소드. |
| 321 | 274화            | 사라진 유괴 도주차 (전편)         | 사라진 납치 도주 자동차 (전편)               | 2003년 5월 26일  | 2007년 7월 19일 | 오리지널 ep108            | 병원에 입원한 급우 대신 병실에 누워 있던 코난이 유괴되는 에피소드. 사토(오지인)와 다카기(신형선)의 잠복간 로맨스(?)가 펼쳐진다. |
| 322 | 275화            | 사라진 유괴 도주차 (후편)         | 사라진 납치 도주 자동차 (후편)               | 2003년 6월 2일   | 2007년 7월 23일 | 오리지널 ep108            | 유괴범을 살해한 공범을 사토(오지인)와 다카기(신형선) 형사가 체포하는 에피소드. 한 아이가 새엄마를 받아들이는 과정이 그려진다. |
| 323 | 625화(x2-7화)    | 핫토리 헤이지 절체절명 (전편)     | 하인성, 절체절명의 위기 (전편)               | 2003년 6월 9일   | 2014년 8월 28일 | 38권 File 8~10            | 헤이지(하인성)와 카즈하(서가영)가 유명 여변호사에게 납치되어 암호해독을 협박당하는 동안, 코난, 란(미란), 코고로(유명한)가 둘의 행방을 찾는 에피소드. |
| 324 | 626화(x2-8화)    | 핫토리 헤이지 절체절명 (후편)     | 하인성, 절체절명의 위기 (후편)               | 2003년 6월 16일  | 2014년 8월 28일 | 38권 File 8~10            | 일본어로 장난을 친 트럼프 숫자 암호를 해독한 헤이지(하인성)가 코난에게 변형된 암호를 보내 함정을 만들어 범인들을 일망타진하는 에피소드. |
| 325 | 276화            | 화염 속의 붉은 말 (사건편)        | 화염 속의 붉은 말 (사건편)                   | 2003년 6월 23일  | 2007년 7월 24일 | 39권 File 1~5             | 의뢰를 취소한 집에서 붉은말이 놓여진 연쇄방화가 일어나 의뢰인이 사망하는 에피소드. 유미나가(봉지만) 경부 첫 등장. |
| 326 | 277화            | 화염 속의 붉은 말 (수사편)        | 화염 속의 붉은 말 (수사편)                   | 2003년 6월 30일  | 2007년 7월 25일 | 39권 File 1~5             | 몽유병 증상이 있던 골동품업자가 자백한 가운데 소설 'ABC 살인사건'과 유사점을 발견한 코난과 헤이지(하인성)가 진범을 추적하는 에피소드. |
| 327 | 278화            | 화염 속의 붉은 말 (해결편)        | 화염 속의 붉은 말 (해결편)                   | 2003년 7월 7일   | 2007년 7월 26일 | 39권 File 1~5             | 골동품업자의 몽유병 증상을 이용하여 자신의 범행을 뒤집어씌우려던 범인이 어떻게 현장에 없으면서 범행을 저질렀는지 폭로하는 에피소드. |
| 328 | 279화            | 생일 와인의 수수께끼              | 생일 축하 와인의 수수께끼                    | 2003년 7월 14일  | 2007년 7월 30일 | 오리지널 ep109            | 송별연 도중 유학을 가기로 한 사람이 독이 든 와인을 마시고 독살당하여 그 애인이 의심받는 에피소드. |
| 열여덟 번째 닫는곡 : 너라는 빛 |                  |                                   |                                              |                  |                 |                           | |
| 329 | 280화            | 돈으로 살 수 없는 우정 (전편)     | 돈으로 살 수 없는 우정 (전편)                | 2003년 7월 28일  | 2007년 7월 31일 | 39권 File 6~8             | 어린이 탐정단이 캠프 도중 만난 대학생 동아리 모임과 불꽃놀이를 보고 캠핑카로 복귀하던 중 갑자기 사라졌던 모임 멤버인 여성의 시체를 도로 위에서 발견하는 에피소드. 아유미(아름)가 아이(장미)와 친하게 지내려고 노력한다. 일본판에선 하이바라가 아닌 아이로 부르려고 노력하는 반면에 한국판에선 좀 더 친근하고 상냥하게 장미를 부르려고 노력한다. 아가사(브라운)가 아이(장미)의 부모인 미야노 아츠시(안동준)와 엘레나에 대해 조사한 내용을 코난에게 얘기한다. (일) 열여덟 번째 닫는곡 시작. |
| 330 | 281화            | 돈으로 살 수 없는 우정 (후편)     | 돈으로 살 수 없는 우정 (후편)                | 2003년 8월 4일   | 2007년 8월 1일  | 39권 File 6~8             | 캠핑카 선루프와 벨트 매듭을 이용한 범인의 범행이 밝혀지고, 아이(장미)가 진정한 우정에 대해서 얘기하는 에피소드. 일본판에선 아유미에게만 하이바라가 아닌 아이로 불러도 된다고 허락한 장면을 한국판에선 아름에게만 더 마음을 열어 둔 걸로 표현됨. |
| 331 | 282화            | 의혹의 매운 맛 카레 (전편)        | 의혹의 매운 맛 카레 (전편)                   | 2003년 8월 11일  | 2007년 8월 2일  | 40권 File 4~6             | 코고로(유명한), 소노코(보라), 란(미란), 코난이 폭우로 인해 묵게 된 집 주인이 입에 피를 흘리며 목이 매달려 죽은 채 발견되는 에피소드. |
| 332 | 283화            | 의혹의 매운 맛 카레 (후편)        | 의혹의 매운 맛 카레 (후편)                   | 2003년 8월 18일  | 2007년 8월 6일  | 40권 File 4~6             | 목감기로 목소리가 나오지 않게 된 코난이 온갖 제스처를 이용하여 범인의 살인 방법을 밝혀내는 에피소드. |
| 대한민국 6기 : Growing of my heart (일본판 열여섯 번째 여는곡 〈Growing of my Heart〉) 2008년 4월 7일 ~ 2008년 7월 7일 투니버스 (월~목 17:30; 333~397화 중 17화 미방)                  |                  |                                   |                                              |                  |                 |                           | |
| 열세 번째 여는 곡 : 그대와 약속했던 아름다운 그 곳까지 |                  |                                   |                                              |                  |                 |                           | |
| 333 | 285화            | 닮은 꼴 프린세스 (전편)           | 닮은 꼴의 공주님 (전편)                      | 2003년 8월 25일  | 2008년 4월 7일  | 40권 File 10~41권 File 3  | 코난과 란(미란)이 빚더미에 쌓여 패닉에 빠진 코고로(유명한) 대신 에리(노애리)와 유키코(이하연)와 함께 의뢰인의 살해 위협을 조사하던 도중 의뢰인이 살해당하는 에피소드. 에리(노애리)와 유키코(이하연)의 관계가 처음으로 드러난다. (일) 열세 번째 여는 곡 시작. (한) 6기 방영 시작. |
| 334 | 286화            | 닮은 꼴 프린세스 (후편)           | 닮은 꼴의 공주님 (후편)                      | 2003년 9월 1일   | 2008년 4월 8일  | 40권 File 10~41권 File 3  | 에리(노애리)와 유키코(이하연)의 주도하에 범인을 밝히고 코고로(유명한)와 계약한 의뢰비까지 받아내는 에피소드. 코고로(유명한)가 유키코(이하연)와 에리(노애리)가 고교 시절 대결했던 미인대회에 대해 눈치없이 말하다가 본전도 못 건진다. |
| 335 | 287화            | 동도 현상소의 비밀 (전편)         | 영화 현상소의 비밀 (전편)                    | 2003년 9월 8일   | 2008년 4월 9일  | 41권 File 4~6             | 소년(어린이) 탐정단이 가면 야이바(사나이) 시사회를 보기 위해 하룻밤 자게 된 집에서 함께 잠을 자던 영화사 직원이 살해되는 에피소드. 유키코(이하연)와 코난이 영화사로 가던 도중 누군가 미행하는 것을 눈치챈다. 유키코(이하연)가 코난에게 아이(장미)가 좋아하는 것 같다고 얘기한다. |
| 336 | 288화            | 동도 현상소의 비밀 (후편)         | 영화 현상소의 비밀 (후편)                    | 2003년 9월 15일  | 2008년 4월 10일 | 41권 File 4~6             | 범인이 형광테이프와 단추를 이용해서 어둠 속에서 어떻게 살인을 저지를 수 있었는지 밝히는 에피소드. 아이(장미)와 코난이 둘을 미행하던 차가 사라지는 것을 목격한다. |
| 337 | 284화            | 전락 사건의 뒷사정                | 추락 사건의 숨겨진 진실                      | 2003년 10월 13일 | 2007년 8월 7일  | 오리지널 ep110            | 분실가방을 둘러싼 실랑이 끝에 불의의 사고로 생긴 추락사가 사실은 계획살인으로 밝혀진 에피소드. (한) 333~336화를 건너뛰고 5기 방영 종료. |
| 338 | 289화            | 4대의 포르쉐 (전편)               | 4대의 스포츠카 (전편)                        | 2003년 10월 20일 | 2008년 4월 14일 | 41권 File 7~9             | 감기에 걸린 아이(장미)의 병원 예약 시간을 기다리는 동안 가게 된 백화점 지하 주차장에서 술에 취해 차안에 있던 포르쉐 회원이 살해당하는 에피소드. 갑작스럽게 TV 인터뷰를 하게 된 코난이 아가사(브라운)에게 아이(장미)를 피신시키는 동안, 자동차 TV로 인터뷰를 보게 된 아카이(이상윤)는 찻길을 돌린다. (한) 당시 방영 때는 고유명사가 그대로 나왔으나 동영상 제공사(OTT) 등에서는 그 부분을 음소거로 처리했다. 다음 화도 같다.                                                               |
| 339 | 290화            | 4대의 포르쉐 (후편)               | 4대의 스포츠카 (후편)                        | 2003년 10월 27일 | 2008년 4월 15일 | 41권 File 7~9             | 코난이 소노코(보라)를 이용해 범인을 밝혀내는 동안 아이(장미)가 아가사(브라운), 죠디, 아라이데(황시준)를 통해 백화점에서 빠져 나오는 에피소드. 아카이(이상윤)가 아가사(브라운)의 대화를 도청하고, 죠디가 아이(장미)에 대해 인식하는 동안 베르무트는 아이(장미)의 존재(정체)를 확실히 눈치채게 된다. |
| 340 | 291화            | 화장실에 숨긴 비밀 (전편)         | 화장실에 숨긴 비밀 (전편)                    | 2003년 11월 3일  | 2008년 4월 16일 | 41권 file 10~42권 File 2  | 코난, 아이(장미), 아가사(브라운)가 아이(장미) 가족의 흔적을 찾으려고 방문한 디자인사무소에서 사장이 햄버거를 먹다 독살당하는 에피소드. 코난과 아이(장미)가 아이(장미)의 언니가 숨겨 놓은 물건을 찾으러 화장실에 들어간다. |
| 341 | 292화            | 화장실에 숨긴 비밀 (후편)         | 화장실에 숨긴 비밀 (후편)                    | 2003년 11월 10일 | 2008년 4월 17일 | 41권 file 10~42권 File 2  | 범인이 검은 조직이 아닌 화장실 트릭을 이용하여 살인을 저지른 사무소 직원임을 밝히는 에피소드. 아이(장미)의 언니가 화장실에 숨겨 놓은 카세트 테이프를 통해 아이(장미)의 엄마인 엘레나가 아이(장미)에게 생전에 남긴 매세지를 들을 수 있다. |
| 대한민국 미공개 X파일 2기 : 꿈을 향해 (일본판 열세 번째 여는 곡: 그대와 약속한 아름다운 그 곳까지) 2014년 8월 21일 ~ 2014년 9월 25일 투니버스(목 21:00 ▶ 22:00) 6기 미방영 중 4화 방영 |                  |                                   |                                              |                  |                 |                           | |
| 342 | 627화(x2-9화)    | 하우스텐보스의 신부               | 하우스텐보스의 신부 (상)                     | 2003년 11월 17일 | 2014년 9월 4일  | 오리지널 ep111            | 1시간 스페셜. 소노코(보라)의 지인이 반지가 사라지고 신부가 납치되고 조모가 살해될 뻔하는 우여곡절 끝에 무사히 결혼식을 치르는 에피소드. 하우스텐보스의 이모저모를 볼 수 있다. 닫는곡 영상이 뒷이야기로 변경되었다. (한) 한국판에서는 2편 분할 방영하였다. |
| 342 | 628화(x2-10화)   | 하우스텐보스의 신부               | 하우스텐보스의 신부 (하)                     | 2003년 11월 17일 | 2014년 9월 4일  | 오리지널 ep111            | 1시간 스페셜. 소노코(보라)의 지인이 반지가 사라지고 신부가 납치되고 조모가 살해될 뻔하는 우여곡절 끝에 무사히 결혼식을 치르는 에피소드. 하우스텐보스의 이모저모를 볼 수 있다. 닫는곡 영상이 뒷이야기로 변경되었다. (한) 한국판에서는 2편 분할 방영하였다. |
| 343 | 293화            | 편의점의 함정 (전편)              | 편의점의 함정 (전편)                         | 2003년 12월 1일  | 2008년 4월 21일 | 42권 File 2~4             | 학교를 그만두게 된 조디를 위한 송별연을 준비하기 위해 찾아간 편의점에서 일하던 란(미란)과 소노코(보라)의 중학교 동창이 상품을 훔쳤다는 누명을 받는 에피소드. 조디가 아이(장미)의 병간호를 하는 코난의 도움 없이 란(미란)과 소노코(보라)에게 스스로 해결하라고 한다. 아이(장미)가 엘레나의 18 번째 메시지를 듣던 도중 뭔가에 흠칫한다. |
| 344 | 294화            | 편의점의 함정 (후편)              | 편의점의 함정 (후편)                         | 2003년 12월 8일  | 2008년 4월 21일 | 42권 File 2~4             | 란(미란)이 스스로 한 추리의 90%와 10%의 전화통화 상 신이치(도일)의 도움으로 매상 범인을 밝혀내는 에피소드. 코난은 란(미란)도 찾아오지 않은 자신의 저택에 누군가가 침입했다는 것을 알아채고, 란(미란)은 송별연을 위해 찾아간 조디의 집 화장실에서 조디가 그동안 모아놓은 코난, 란(미란)과 관련된 사진들을 발견한다. 조디는 베르무트를 처음 봤던 어린 시절을 추억한다. |

## 목록 (2004) / 345화~383화
| 화수                                            | 화수               | 부제목                                              | 부제목                                                 | 방영일           | 방영일          | 관련 원작                  | 설명 |
| 일본어판                                        | 한국어판           | 일본어판                                            | 한국어판                                               | 일본어판         | 한국어판        | 관련 원작                  | 설명 |
| ----------------------------------------------- | ------------------ | --------------------------------------------------- | ------------------------------------------------------ | ---------------- | --------------- | -------------------------- | --- |
| 345                                             | 295화              | 검은 조직과의 정면 승부! 보름달 밤의 2개의 미스터리 | 검은 조직과의 정면 승부 보름달 밤 2개의 미스터리 (1부) | 2004년 1월 5일   | 2008년 4월 22일 | 42권 File 5~10             | 2시간 30분 스페셜(한국에서는 5회로 분할해 방영). 보름달이 뜨는 밤 선상 철지난 할로윈 이벤트에 검은조직이 개입한 살인 사건을 코난으로 분한 헤이지(하인성)가 해결하는 동안, 부두에서 코난과 아이(장미)가 베르무트와 전면전이 벌어지는 에피소드. FBI와 관련된 죠디와 아카이(이상윤)의 정체가 드러나고, 아라이데(황시준)와 관련된 170,171화의 실상을 통해 변장을 한 베르무트의 정체를 알 수 있다. 검은 조직의 보스(그분)에 대해 처음으로 언급된다. 베르무트가 코난에 대한 은탄환 기대로 코난의 정체를 동료에게 알리지 않는다. 변장을 하거나 신분을 숨긴 캐릭터들의 정체가 속속 드러나는 반전적 구성이 두드러진다. |
| 345                                             | 296화              | 검은 조직과의 정면 승부! 보름달 밤의 2개의 미스터리 | 검은 조직과의 정면 승부 보름달 밤 2개의 미스터리 (2부) | 2004년 1월 5일   | 2008년 4월 23일 | 42권 File 5~10             | 2시간 30분 스페셜(한국에서는 5회로 분할해 방영). 보름달이 뜨는 밤 선상 철지난 할로윈 이벤트에 검은조직이 개입한 살인 사건을 코난으로 분한 헤이지(하인성)가 해결하는 동안, 부두에서 코난과 아이(장미)가 베르무트와 전면전이 벌어지는 에피소드. FBI와 관련된 죠디와 아카이(이상윤)의 정체가 드러나고, 아라이데(황시준)와 관련된 170,171화의 실상을 통해 변장을 한 베르무트의 정체를 알 수 있다. 검은 조직의 보스(그분)에 대해 처음으로 언급된다. 베르무트가 코난에 대한 은탄환 기대로 코난의 정체를 동료에게 알리지 않는다. 변장을 하거나 신분을 숨긴 캐릭터들의 정체가 속속 드러나는 반전적 구성이 두드러진다. |
| 345                                             | 297화              | 검은 조직과의 정면 승부! 보름달 밤의 2개의 미스터리 | 검은 조직과의 정면 승부 보름달 밤 2개의 미스터리 (3부) | 2004년 1월 5일   | 2008년 4월 24일 | 42권 File 5~10             | 2시간 30분 스페셜(한국에서는 5회로 분할해 방영). 보름달이 뜨는 밤 선상 철지난 할로윈 이벤트에 검은조직이 개입한 살인 사건을 코난으로 분한 헤이지(하인성)가 해결하는 동안, 부두에서 코난과 아이(장미)가 베르무트와 전면전이 벌어지는 에피소드. FBI와 관련된 죠디와 아카이(이상윤)의 정체가 드러나고, 아라이데(황시준)와 관련된 170,171화의 실상을 통해 변장을 한 베르무트의 정체를 알 수 있다. 검은 조직의 보스(그분)에 대해 처음으로 언급된다. 베르무트가 코난에 대한 은탄환 기대로 코난의 정체를 동료에게 알리지 않는다. 변장을 하거나 신분을 숨긴 캐릭터들의 정체가 속속 드러나는 반전적 구성이 두드러진다. |
| 345                                             | 298화              | 검은 조직과의 정면 승부! 보름달 밤의 2개의 미스터리 | 검은 조직과의 정면 승부 보름달 밤 2개의 미스터리 (4부) | 2004년 1월 5일   | 2008년 4월 28일 | 42권 File 5~10             | 2시간 30분 스페셜(한국에서는 5회로 분할해 방영). 보름달이 뜨는 밤 선상 철지난 할로윈 이벤트에 검은조직이 개입한 살인 사건을 코난으로 분한 헤이지(하인성)가 해결하는 동안, 부두에서 코난과 아이(장미)가 베르무트와 전면전이 벌어지는 에피소드. FBI와 관련된 죠디와 아카이(이상윤)의 정체가 드러나고, 아라이데(황시준)와 관련된 170,171화의 실상을 통해 변장을 한 베르무트의 정체를 알 수 있다. 검은 조직의 보스(그분)에 대해 처음으로 언급된다. 베르무트가 코난에 대한 은탄환 기대로 코난의 정체를 동료에게 알리지 않는다. 변장을 하거나 신분을 숨긴 캐릭터들의 정체가 속속 드러나는 반전적 구성이 두드러진다. |
| 345                                             | 299화              | 검은 조직과의 정면 승부! 보름달 밤의 2개의 미스터리 | 검은 조직과의 정면 승부 보름달 밤 2개의 미스터리 (5부) | 2004년 1월 5일   | 2008년 4월 28일 | 42권 File 5~10             | 2시간 30분 스페셜(한국에서는 5회로 분할해 방영). 보름달이 뜨는 밤 선상 철지난 할로윈 이벤트에 검은조직이 개입한 살인 사건을 코난으로 분한 헤이지(하인성)가 해결하는 동안, 부두에서 코난과 아이(장미)가 베르무트와 전면전이 벌어지는 에피소드. FBI와 관련된 죠디와 아카이(이상윤)의 정체가 드러나고, 아라이데(황시준)와 관련된 170,171화의 실상을 통해 변장을 한 베르무트의 정체를 알 수 있다. 검은 조직의 보스(그분)에 대해 처음으로 언급된다. 베르무트가 코난에 대한 은탄환 기대로 코난의 정체를 동료에게 알리지 않는다. 변장을 하거나 신분을 숨긴 캐릭터들의 정체가 속속 드러나는 반전적 구성이 두드러진다. |
| 346                                             | 300화              | 엉덩이의 마크를 찾아라 (전편)                       | 엉덩이의 마크를 찾아라 (전편)                          | 2004년 1월 12일  | 2008년 4월 29일 | 42권 File 11 ~ 43권 File 2 | 아유미(아름)가 살인범과 충돌한 후 아유미(아름)의 손과 겐타(뭉치)의 엉덩이에 남은 자국을 통해 범인을 추적하는 에피소드. 조디를 필두로 한 FBI가 코난, 아이(장미)와 함께 유명 여배우도 관련돼 있는 지난 검은조직 사건을 함구한다. 조디가 모두의 안전을 위해 아이(장미)에게 증인보호 프로그램을 권유한다. |
| 347                                             | 301화              | 엉덩이의 마크를 찾아라 (후편)                       | 엉덩이의 마크를 찾아라 (후편)                          | 2004년 1월 19일  | 2008년 4월 29일 | 42권 File 11 ~ 43권 File 2 | 자동차 열쇠의 혈흔을 막으려는 장치를 통해 범인을 밝히는 에피소드. 아이(장미)가 도망치기 싫다는 아유미(아름)의 말에 자극을 받아 증인보호 프로그램을 거부하고 맞서 싸우기로 결심한다. |
| 348                                             | 302화              | 사랑과 유령과 지구유산 (전편)                       | 사랑과 유령의 세계 유산 (전편)                         | 2004년 1월 26일  | 2008년 5월 5일  | 오리지널 ep112             | 세계문화유산으로 지정될 예정인 민속마을에서 아유미(아름)가 10년 죽은 여자아이의 혼령을 쫓아다니고 민박집 주인이 칼에 찔리는 에피소드. |
| 349                                             | 303화              | 사랑과 유령과 지구유산 (후편)                       | 사랑과 유령의 세계 유산 (후편)                         | 2004년 2월 2일   | 2008년 5월 5일  | 오리지널 ep112             | 예전에 보석을 훔치고 그와 관련된 사람을 자살로 위장해 살인한 다음 이번 사건에서 그의 아버지인 민박주인마저 죽이려 했던 진범을 밝히는 에피소드. |
| 열아홉 번째 닫는곡 : 잠든 너의 옆 얼굴에 미소를 |                    |                                                     |                                                        |                  |                 |                            | |
| 350                                             | 998화(대 2-25화)   | 분실된 휴대전화 (전편)                              | 잃어버린 휴대전화 (전편)                               | 2004년 2월 9일   | 2022년 7월 18일 | 43권 File 3~5              | 코난, 코고로(유명한), 유미가 탐정 사무소 아래 카페에 정체 불명의 휴대폰을 놔두고 교통사고로 죽은 남성의 신원을 추적하는 에피소드. (일) 열아홉 번째 닫는곡(이번 닫는 곡부터 지난 장면이 나오지 않는다) 시작. |
| 351                                             | 999화(대 2-26화)   | 분실된 휴대전화 (후편)                              | 잃어버린 휴대전화 (후편)                               | 2004년 2월 16일  | 2022년 7월 18일 | 43권 File 3~5              | 휴대폰에 저장된 생소한 이름과 번호와 발신자 추적을 통해 알게 된 가게를 통해 이 사건과 관련된 선거 이중 장부의 실체를 밝히는 에피소드. |
| 352                                             | 304화              | 낚시 대회의 비극 (전편)                             | 낚시 대회의 비극 (전편)                                | 2004년 2월 23일  | 2008년 5월 6일  | 오리지널 ep113             | 소년(어린이) 탐정단(아이(장미)제외)이 참가한 낚시 대회 도중 사진기자가 숨진 채 발견되는 에피소드. 소노코(보라)가 낚시대회 위원장 대리로 참석한다. |
| 353                                             | 305화              | 낚시 대회의 비극 (후편)                             | 낚시 대회의 비극 (후편)                                | 2004년 3월 1일   | 2008년 5월 6일  | 오리지널 ep113             | 계곡열차와 낚시를 이용한 살인 장치를 통해 범인이 어떻게 사진기자를 죽이고 시체를 이동시킬 수 있었는지 밝히는 에피소드. |
| 354                                             | 1000화(대 2-27화)  | 작은 의뢰인 (전편)                                  | 작은 의뢰인 (전편)                                     | 2004년 3월 8일   | 2022년 7월 18일 | 39권 File 9~11             | 자기를 버린 엄마를 찾아달라는 아역배우의 의뢰를 받고 찾아간 아카미 여관에서 아역배우에 대한 뒤조사를 하던 기자가 살해당하는 에피소드. |
| 355                                             | 1001화(대 2-28화)  | 작은 의뢰인 (후편)                                  | 작은 의뢰인 (후편)                                     | 2004년 3월 15일  | 2022년 7월 18일 | 39권 File 9~11             | 코난이 기자를 죽인 범인을 밝혀내고 아역배우의 친엄마가 밝혀지는 에피소드. 아역배우가 자신의 친엄마에게 어색한 말투로 진심을 전한다. |
| 열네 번째 여는곡 : START                        |                    |                                                     |                                                        |                  |                 |                            | |
| 356                                             | 306화              | 괴도키드의 놀라운 공중보행                          | 괴도키드의 놀라운 공중 보행 (전편)                     | 2004년 4월 12일  | 2008년 5월 13일 | 44권 File 7~10             | 1시간 스페셜. 자신의 활약상이 헤드라인에 밀렸다는 허황된 이유로 신문에 내걸은 소노코(보라) 친척(정지로(스즈키 지로키치)의 도전장을 받아들인 괴도키드가 공중보행 속임수를 이용해 블루원더를 훔처가려는 계획을 코난이 간파하는 에피소드. (일) 열네 번째 여는곡 시작. (한) 영상 도중 삽입됐던 여는 곡, 닫는 곡이 간미연이 부른 'Growing of my heart' 풀 버전으로 대체. 정지로(스즈키 지로키치) 등장. |
| 356                                             | 307화              | 괴도키드의 놀라운 공중보행                          | 괴도키드의 놀라운 공중 보행 (후편)                     | 2004년 4월 12일  | 2008년 5월 13일 | 44권 File 7~10             | 1시간 스페셜. 자신의 활약상이 헤드라인에 밀렸다는 허황된 이유로 신문에 내걸은 소노코(보라) 친척(정지로(스즈키 지로키치)의 도전장을 받아들인 괴도키드가 공중보행 속임수를 이용해 블루원더를 훔처가려는 계획을 코난이 간파하는 에피소드. (일) 열네 번째 여는곡 시작. (한) 영상 도중 삽입됐던 여는 곡, 닫는 곡이 간미연이 부른 'Growing of my heart' 풀 버전으로 대체. 정지로(스즈키 지로키치) 등장. |
| 357                                             | 308화              | 연인은 봄의 환상                                    | 연인은 봄의 환상                                       | 2004년 4월 26일  | 2008년 5월 19일 | 오리지널 ep114             | 란(미란)의 잃어버린 학생수첩을 돌려준 여성의 연인과 관련된 살해사건의 숨겨진 내막을 밝혀내는 에피소드. |
| 358                                             | 309화              | 본청 형사의 사랑이야기 5 (전편)                     | 형사 아저씨의 사랑이야기 (전편)                        | 2004년 5월 3일   | 2008년 5월 19일 | 40권 File 1~3              | 시라토리(백동훈)와 수십명의 형사들이 마약거래상 추적을 빙자하여 사토(오지인), 다카기(신형선)의 데이트를 감시하는 동안 다카기(신형선)의 반지가 든 가방이 마약거래상의 가방과 뒤바뀌는 에피소드. |
| 359                                             | 310화              | 본청 형사의 사랑이야기 5 (후편)                     | 형사 아저씨의 사랑이야기 (후편)                        | 2004년 5월 10일  | 2008년 5월 20일 | 40권 File 1~3              | 다카기(신형선)가 가방 속 반지를 희생하면서까지 마약거래상을 잡는 에피소드. 반지가 사라져서 시라토리(백동훈)와 형사들이 방심한 동안 다카기(신형선)과 사토(오지인)의 사이는 좀 더 진척된다. |
| 360                                             | 311화              | 불가사의한 봄 투구벌레                              | 이상한 봄의 장수풍뎅이                                 | 2004년 5월 17일  | 2008년 5월 20일 | 오리지널 ep115             | 지방 곤충박물관에서 장수풍뎅이를 훔친 동물가게 주인을 죽이고 가게로 시체를 옮겨 알리바이로서 이용한 공범을 밝혀내는 에피소드. |
| 361                                             | 312화              | 테이탄 고등학교 괴담 (전편)                         | 고등학교의 괴담 (전편)                                 | 2004년 5월 24일  | 2008년 5월 26일 | 44권 File 11 ~ 45권 File 2 | 코난이 란(미란)과 소노코(보라), 아라이데(황시준)와 함께 고등학교에서 출몰한다는 2년 전 죽은 학생의 유령 실체를 조사하던 중, 죽은 학생이 쓰던 책상이 흔적도 없이 창고에서 운동장으로 저주의 문자가 남겨진 채 옮겨진 에피소드. 진짜 아라이데(황시준)가 학교에 복귀해서 코난에게 베르무트가 변장을 한 동안 어떻게 지냈는지 얘기한다. 코난은 베르무트를 회상하며 베르무트가 변장한 아라이데(황시준)가 초등학교 양호 선생시절 왜 아이(장미)를 눈치 못 챘는지 꺼림칙해 한다. |
| 362                                             | 313화              | 테이탄 고등학교 괴담 (후편)                         | 고등학교의 괴담 (후편)                                 | 2004년 5월 31일  | 2008년 5월 27일 | 44권 File 11 ~ 45권 File 2 | 범인이 어떻게 종이가 젖지 않은 채 흔적을 남기지 않고 책상을 옮겼는지 밝히는 동시에 2년 전 죽은 학생에 대한 실상이 밝혀지는 에피소드. 아라이데(황시준)와 통화하던 조디가 베르무트가 정말 나쁜 사람이었냐는 질문에 화를 내고 끊어 버린다. |
| 363                                             | 314화              | 도시의 까마귀                                       | 도시의 까마귀                                          | 2004년 6월 7일   | 2008년 6월 3일  | 오리지널 ep116             | 범인이 까마귀가 꽃병을 떨어뜨린 사고로 위장하여 어떻게 자신에게 수모를 준 노파를 죽였는지 밝히는 서글픈 에피소드. |
| 364                                             | 315화              | 싱크로니시티(synchoronicity) 살인 사건 (전편)       | 동시 발생 사건 (전편)                                  | 2004년 6월 14일  | 2008년 5월 30일 | 오리지널 ep117             | 코고로(유명한)이 미행하던 남자가 추락사한 시각에 그 남자의 미행을 의뢰했던 남자의 쌍둥이 동생이 동시에 살해당하는 에피소드. |
| 365                                             | 316화              | 싱크로니시티(synchoronicity) 살인 사건 (후편)       | 동시 발생 사건 (후편)                                  | 2004년 6월 21일  | 2008년 5월 30일 | 오리지널 ep117             | 각 인물 간의 복잡한 관계 속에서 공통 관계를 발견하여 쌍둥이 형제에게 일어난 교환살인의 진상과 그 범인을 밝혀내는 에피소드. |
| 366                                             | 317화              | 훤히 보이는 부두의 참극 (전편)                      | 부두의 비극 (전편)                                     | 2004년 7월 5일   | 2008년 6월 2일  | 45권 File 3~5              | 바닷가 섬 부두에서 어린이 탐정단과 아가사(브라운)와 같은 장소에서 낚시를 하던 사람들 중 한명이 독 중독 증상을 보이며 쓰러지는 에피소드. |
| 367                                             | 318화              | 훤히 보이는 부두의 참극 (후편)                      | 부두의 비극 (후편)                                     | 2004년 7월 12일  | 2008년 6월 2일  | 45권 File 3~5              | 범인이 조류와 낚시 매듭을 이용해서 어떻게 독살하려 했는지 밝히는 동시에 범인과 피해자와 피해자 부인과의 오해가 해결되는 에피소드. 겐타(뭉치)가 열일 제처놓고 열심히 월척을 낚으려 한 원인-아가사(브라운)과 관련있는-이 밝혀진다. 쥬고(천범기)가 사건 조사를 위해 배를 서둘러 운행하다 난파되는 비운을 겪는다. |
| 368                                             | 319화              | 마녀가 사는 과자 집                                 | 마녀가 사는 과자의 집                                  | 2004년 7월 26일  | 2008년 6월 3일  | 오리지널 ep118             | 제빵 축제를 하던 제과점에서 파티쉐들과 마찰이 심했던 점장이 살해당하는 에피소드. 범인이 어떻게 둔기를 은폐했는지 코난이 밝혀낸다. |
| 369                                             | 320화              | 운 좋은 남자의 서스펜스                             | 운 좋은 사나이의 서스펜스                              | 2004년 8월 2일   | 2008년 6월 9일  | 오리지널 ep119             | 평판 좋은 의사를 운 좋은 사람으로 만들어 구설수에 오르게 한 다음 살해하려던 범인을 막는 에피소드. 코고로(유명한) 탐정사무소의 창문간판 색깔이 검은색으로 바뀐다. |
| 370                                             | 321화              | 도망다니는 게임 소프트                              | 도망치는 게임 소프트웨어                               | 2004년 8월 9일   | 2008년 6월 10일 | 오리지널 ep120             | 살인 동영상이 들어 있는 게임 소프트웨어를 겐타(뭉치)가 가져가게 되자 동영상의 범인들이 겐타(뭉치), 아유미(아름), 미츠히코(세모)의 뒤를 쫓는 에피소드. |
| 371                                             | 322화              | 말하지 않는 항로 (전편)                             | 무언의 항로 (전편)                                     | 2004년 8월 23일  | 2008년 6월 11일 | 45권 File 6~8              | 코고로(유명한)와 절친한 야구선수와 함께 대담을 계획했던 기자가 야구선수를 살해하고 속임수를 꾸미는 에피소드. 코난이 기자의 휴대전화를 만지는 장면에서 베르무트의 느낌을 받는다. 시간대와 장소가 자막으로 나오는 구성이 특징이다. 기자가 선수를 죽일 때 사용했던 오다 노부나가와 도요토미 히데요시에 대한 비유는 한국에서 빛과 그림자로 절묘하게 변경됐다. |
| 372                                             | 323화              | 말하지 않는 항로 (후편)                             | 무언의 항로 (후편)                                     | 2004년 8월 30일  | 2008년 6월 12일 | 45권 File 6~8              | 기자가 범행에 사용했던 시간대를 이용한 속임수를 밝히며 범인임을 폭로하는 에피소드. 코고로(유명한)가 에리(노애리)를 위해 하려던 계획이 밝혀진다. |
| 373                                             | 324화              | 맹독거미의 함정                                     | 맹독거미의 함정                                        | 2004년 9월 6일   | 2008년 6월 16일 | 오리지널 ep121             | 범인이 연구소 내 전화기를 이용해서 독거미를 연구하던 교수를 독거미로 인한 사고사로 위장하려던 것을 코난이 문자를 통해 밝혀내는 에피소드. |
| 374                                             | 1003화 (대 2-29화) | 별과 담배의 암호 (전편)                             | 별과 담배의 암호 (전편)                                | 2004년 10월 18일 | 2022년 7월 25일 | 45권 file 9 ~ 46권 File 1  | 천체 관측을 위해 언덕에 간 어린이 탐정단이 여관에 사람들을 초대한 사람의 유골과 담배로 된 다잉 메시지를 발견하고 그날 밤 천체 기자가 살해당하는 에피소드. 코난이 검은 조직의 흔적이 있는지 추적하기 위해 무언의 항로의 범인인 기자의 자료를 검색한다. |
| 375                                             | 1004화 (대 2-30화) | 별과 담배의 암호 (후편)                             | 별과 담배의 암호 (후편_                                | 2004년 10월 25일 | 2022년 7월 25일 | 45권 file 9 ~ 46권 File 1  | 기자가 하나 더 남긴 담배의 다잉 메시지와 숙박부 기록을 통하여 범인을 밝히는 에피소드. 아이(장미)의 명연기(?)를 볼 수 있다. 코난이 야마무라(정영일)의 휴대전화 조작 장면을 보고 경악한다. |
| 스무 번째 닫는 곡 : 시기를 잊고 꽃을 피는       |                    |                                                     |                                                        |                  |                 |                            | |
| 376                                             | 325화              | 시간 제한은 15시!                                   | 잠자는 숲속의 미란                                     | 2004년 11월 1일  | 2008년 6월 17일 | 오리지널 ep122             | 텐트에서 잠을 자다 청부살인 여성으로 오인되어 납치된 란(미란)을 댐이 방류하는 3시 전까지 구출해야 하는 에피소드. (일) 스무 번째 닫는 곡 시작. |
| 377                                             | 1005화 (대 2-31화) | 모모타로 수수께끼 풀이 투어 (전편)                  | 모모타로 수수께끼 풀이 투어 (전편)                     | 2004년 11월 8일  | 2022년 7월 25일 | 오리지널 ep123             | 아이(장미)를 제외한 소년(어린이) 탐정단이 운하에 떠내려온 복숭아 속에서 공원에서 만난 사람들이 어렸을 적 타임캡슐을 묻은 장소가 나타나 있는 그림 퍼즐을 통해 보물을 찾으러 다니다 동창들과 삐걱대던 여기자의 시체를 발견하는 에피소드. 그림퍼즐을 통해 쿠라시키의 이모저모를 볼 수 있다. |
| 378                                             | 1006화 (대 2-32화) | 모모타로 수수께끼 풀이 투어 (후편)                  | 모모타로 수수께끼 풀이 투어 (후편)                     | 2004년 11월 15일 | 2022년 7월 25일 | 오리지널 ep123             | 키비지와 쿠라시키를 오가며 나머지 타임캡슐을 확인한 후 범인의 속임수, 알리바이, 피해자의 다잉메시지를 밝히는 에피소드. |
| 379                                             | 1008화(대 2-33화)  | 눈 덮인 밤의 온천 후리소데 사건 (전편)              | 온천 설야 후라소데 사건 (전편)                         | 2004년 11월 22일 | 2022년 8월 1일  | 오리지널 ep124             | 오노대학 약물 밀매 사건으로 자살한 여인과 관계된 두 여성이 후리소데 전설처럼 살해당하는 에피소드. |
| 380                                             | 1009화(대 2-34화)  | 눈 덮인 밤의 온천 후리소데 사건 (후편)              | 온천 설야 후라소데 사건(후편)                          | 2004년 11월 29일 | 2022년 8월 1일  | 오리지널 ep124             | 범인이 어떻게 밀실을 만드고 시간차 방법으로 두 여성의 살해 시간을 교란하고 어떻게 증거를 인멸했는지 밝혀내는 에피소드. |
| 381                                             | 629화(x2-11화)     | 누구의 추리쇼 (전편)                                | 누구의 추리쇼 (전편)                                   | 2004년 12월 6일  | 2014년 9월 11일 | 43권 File 6~9              | 헤이지(하인성)와 카즈하(가영)가 관서 지방 명물인 코시엔과 다카라즈카를 사이에 두고 무엇을 볼지 다투다 완구회사 사장 살인 사건에 대한 추리 대결을 벌이는 에피소드. 가나로 이뤄진 정육면체 장난감이 다잉 메시지로 밝혀진다. |
| 382                                             | 630화(x2-12화)     | 누구의 추리쇼 (후편)                                | 누구의 추리쇼 (후편)                                   | 2004년 12월 13일 | 2014년 9월 11일 | 43권 File 6~9              | 헤이지(하인성)의 힌트로 카즈하(가영)가 사건을 해결할 듯하나 결국 헤이지(하인성)의 트릭 해결로 인한 진범 발견으로 코시엔에 가기로 결정되는 에피소드. |
| 383                                             | 631화(x2-13화)     | 고시엔의 기적! 보이지 않는 악마에게 지기 싫은 마음  | 황룡기의 기적! 보이지 않는 악마에게 질 수 없어! [1]    | 2004년 12월 20일 | 2014년 9월 18일 | 43권 File 10 ~ 44권 File 3 | 2시간 스페셜. 고시엔 결승전에 고시엔의 악마라고 밝힌 폭탄범의 고시엔 관중을 담보로 한 협박을 받는 코난과 헤이지(하인성), 오오타키(김대용)가 차례대로 범인이 남긴 힌트를 찾는 에피소드. 시작하기 전에 성탄절, 방영 9주년 특집 영상이 나오고, 여는곡과 닫는곡 영상이 고시엔 특집으로 특별 변경되었다. (한) 4편 분할 방영되었다. |
| 383                                             | 632화(x2-14화)     | 고시엔의 기적! 보이지 않는 악마에게 지기 싫은 마음  | 황룡기의 기적! 보이지 않는 악마에게 질 수 없어! [2]    | 2004년 12월 20일 | 2014년 9월 18일 | 43권 File 10 ~ 44권 File 3 | 2시간 스페셜. 고시엔 결승전에 고시엔의 악마라고 밝힌 폭탄범의 고시엔 관중을 담보로 한 협박을 받는 코난과 헤이지(하인성), 오오타키(김대용)가 차례대로 범인이 남긴 힌트를 찾는 에피소드. 시작하기 전에 성탄절, 방영 9주년 특집 영상이 나오고, 여는곡과 닫는곡 영상이 고시엔 특집으로 특별 변경되었다. (한) 4편 분할 방영되었다. |
| 383                                             | 633화(x2-15화)     | 고시엔의 기적! 보이지 않는 악마에게 지기 싫은 마음  | 황룡기의 기적! 보이지 않는 악마에게 질 수 없어! [3]    | 2004년 12월 20일 | 2014년 9월 25일 | 43권 File 10 ~ 44권 File 3 | 2시간 스페셜. 고시엔 결승전에 고시엔의 악마라고 밝힌 폭탄범의 고시엔 관중을 담보로 한 협박을 받는 코난과 헤이지(하인성), 오오타키(김대용)가 차례대로 범인이 남긴 힌트를 찾는 에피소드. 시작하기 전에 성탄절, 방영 9주년 특집 영상이 나오고, 여는곡과 닫는곡 영상이 고시엔 특집으로 특별 변경되었다. (한) 4편 분할 방영되었다. |
| 383                                             | 634화(x2-16화)     | 고시엔의 기적! 보이지 않는 악마에게 지기 싫은 마음  | 황룡기의 기적! 보이지 않는 악마에게 질 수 없어! [4]    | 2004년 12월 20일 | 2014년 9월 25일 | 43권 File 10 ~ 44권 File 3 | 2시간 스페셜. 고시엔 결승전에 고시엔의 악마라고 밝힌 폭탄범의 고시엔 관중을 담보로 한 협박을 받는 코난과 헤이지(하인성), 오오타키(김대용)가 차례대로 범인이 남긴 힌트를 찾는 에피소드. 시작하기 전에 성탄절, 방영 9주년 특집 영상이 나오고, 여는곡과 닫는곡 영상이 고시엔 특집으로 특별 변경되었다. (한) 4편 분할 방영되었다. |

## 목록 (2005) / 384화~424화
| 384 | 326화             | 표적은 모리 코고로                     | 표적은 유명한                            | 2005년 1월 17일  | 2008년 6월 18일 | 오리지널 ep125            | 범인이 남의 옷을 입은 코고로(유명한)를 오인해서 죽이려는 것이 아니라 애당초 코고로(유명한)를 죽이려 했던 것을 밝히는 에피소드. |
| 385 | 327화             | 스트라디바리우스의 불협화음 (전주곡)   | 스트라디바리우스의 불협화음 (전주곡)     | 2005년 1월 24일  | 2008년 6월 19일 | 46권 File 2~6             | 할아버지 생신날 레퀴엠을 연주하는 사람들의 의문사에 대한 의뢰로 코난, 코고로(유명한), 란(미란)이 음악가 저택을 방문하는데, 별채에 의문의 화재 속에 막내 할아버지가 사망하는 에피소드. 코난이 검은조직과 관계된 것으로 의심되는 번호에 대한 음정을 추적한다. |
| 386 | 328화             | 스트라디바리우스의 불협화음 (간주곡)   | 스트라디바리우스의 불협화음 (간주곡)     | 2005년 1월 31일  | 2008년 6월 23일 | 46권 File 2~6             | 음악가 집안 양아들이 바이올린으로 레퀴엠을 연주하던 중 윗층에 있던 할머니가 의문의 추락사를 당하는 에피소드. |
| 387 | 329화             | 스트라디바리우스의 불협화음 (후주곡)   | 스트라디바리우스의 불협화음 (후주곡)     | 2005년 2월 7일   | 2008년 6월 24일 | 46권 File 2~6             | 지금까지의 음악가 가문에 있었던 사건의 진상이 밝혀지는 에피소드. 휴대전화 번호 멜로디 7살 꼬마가 처음으로 언급됨. |
| 388 | 330화             | 사쓰마에 취하는 코고로 (전편)          | 술에 취한 유명한 (전편)                  | 2005년 2월 14일  | 2008년 6월 25일 | 오리지널 ep126            | 고구마술 대량생산과 같은 상술로 장인들에게 반감을 사온 주조사 사무장이 납치 후 변사체로 발견되는 에피소드. 가고시마의 이모저모가 나온다. |
| 389 | 331화             | 사쓰마에 취하는 코고로 (후편)          | 술에 취한 유명한 (후편)                  | 2005년 2월 21일  | 2008년 6월 26일 | 오리지널 ep126            | 코고로(유명한), 란(미란), 코난과 함께 있었던 범인이 어떻게 알리바이를 조작해서 사무장을 살해했는지 밝히는 에피소드. |
| 390 | 332화             | 본청 형사의 사랑이야기 6 (전편)        | 형사 아저씨의 사랑이야기, 두 번째 (전편) | 2005년 2월 28일  | 2008년 6월 30일 | 44권 File 4~6             | 다카기(신형선)가 지방으로 파견간다는 루머가 오가는 가운데, 소년(어린이) 탐정단이 등교중 발견한 살인사건 용의자로 치바(이형사)의 룸메이트가 지목되는 에피소드. |
| 391 | 333화             | 본청 형사의 사랑이야기 6 (후편)        | 형사 아저씨의 사랑이야기, 두 번째 (후편) | 2005년 3월 7일   | 2008년 7월 1일  | 44권 File 4~6             | 범인이 어떻게 시간을 조작해서 알리바이를 만들었는지 밝히는 에피소드. 다카기(신형선)가 사토(오지인)에게 약혼 프로포즈를 하기 직전 파견루머의 진실이 밝혀지면서 물거품이 된다. |
| 392 | 334화             | 수수께끼에 쌓인 신장차 20 cm           | 수수께끼의 키차이 20 cm                  | 2005년 3월 14일  | 2008년 7월 2일  | 오리지널 ep127            | 큰 키인 범인이 어떤 속임수로 범인보다 작은 피해자를 피해자보다 작은 사람이 죽인 것처럼 꾸몄는지 밝히는 에피소드. |
| 393 | 335화             | 유괴…… 스러운 사건                     | 납치 같은 사건                           | 2005년 3월 21일  | 2008년 7월 3일  | 오리지널 ep128            | 돈을 가지고 있던 동일범의 오토바이 사고사로 밝혀진 회사사장의 납치극의 진상을 밝히는 에피소드. 뒷이야기에서 진상이 밝혀진다. |
| 열다섯 번째 여는곡 : 별의 반짝임이여 |                   |                                        |                                          |                  |                 |                           | |
| 394 | 1012화(대 2-41화) | 기발한 저택의 대모험 (봉인편)          | 기발한 저택에서의 대모험 (봉인편)        | 2005년 4월 18일  | 2022년 8월 15일 | 46권 File 7~10            | 아유미(아름), 겐타(뭉치), 미츠히코(세모)가 땔감을 줍다 발견한 한자 암호가 적힌 석등이 있는 낡은 저택 연못에서 석등에 깔려 있던 시체를 발견한 에피소드. 코난이 핸드폰 속 7살 꼬마의 자료를 토대로 이 자료가 검은 조직의 보스의 이메일 주소가 아닌가 의심한다. (일) 열다섯 번째 여는곡 시작.                                                                                                 |
| 395 | 1013화(대 2-42화) | 기발한 저택의 대모험 (꼭두각시편)      | 기발한 저택에서의 대모험 (기계 장치편)   | 2005년 4월 25일  | 2022년 8월 15일 | 46권 File 7~10            | 소년(어린이) 탐정단이 저택에 있던 보물 사냥꾼들과 함께 함정이 난무하는 저택에서 보물을 찾는 에피소드. 시체 속에 발견한 메모를 토대로 코난이 근처에 괴도 키드가 있을 거라 유추한다. 코난 일행과 보물 사냥꾼이 발견한 삼신기가 해결의 실마리로 밝혀진다. |
| 396 | 1014화(대 2-43화) | 기발한 저택의 대모험 (해결편)          | 기발한 저택에서의 대모험 (해결편)        | 2005년 5월 2일   | 2022년 8월 15일 | 46권 File 7~10            | 코난이 남은 삼신기의 위치를 발견하고 그 속에 있던 한자를 조합한 힌트로 하여금 보물의 위치를 알아내는 에피소드. 동료를 죽인 범인과 괴도 키드의 정체가 밝혀진다. |
| 397 | 336화             | 맵고 쓰고 단 즙                        | 짜고 쓰고 단 즙                          | 2005년 5월 9일   | 2008년 7월 8일  | 오리지널 ep129            | 피해자를 살해하고 자살로 위장한 다음 피해자를 도우려 방문했다 살해현장을 발견하고 범인을 고발하기 위해 노력하던 목격자에게 죄를 뒤집어 씌우려 한 범인의 속임수를 밝히는 에피소드.(한) 6기 방영 종료. |
| 대한민국 7기 : Love for you (일본판 스물세 번째 여는곡 〈1초마다 Love for you〉) 2009년 6월 10일 ~ 2009년 9월 10일 투니버스 (월~목 ▶ 수~목 19:00~19:30; 398화 ~ 453화 중 7화 미방) |                   |                                        |                                          |                  |                 |                           | |
| 스물한 번째 닫는곡 : 6월의 신부 (당신 밖에 보이지 않아) |                   |                                        |                                          |                  |                 |                           | |
| 398 | 337화             | 기묘한 가정의 의뢰 (전편)              | 기묘한 일가의 의뢰 (전편)                | 2005년 5월 16일  | 2009년 6월 10일 | 46권 File 11~ 47권 File 3 | 자신의 사생활이 담긴 핸드폰을 찾기 위해 코고로(유명한)에게 의뢰했던 여성이 살해당하는 에피소드. 란(미란)이 다시 코난과 신이치(도일)의 존재에 대해 의구심을 가지기 시작한다. 앞부분에 그동안 모은 휴대전화 기록으로 검은 조직을 추적하려는 코난의 의지가 보인다. (한) 7기 방영 시작. 전편과 후편 절반을 투니버스 홈페이지에서 선행 공개 하는 이벤트를 벌였다. (일) 스물한 번째 닫는곡 시작. |
| 399 | 338화             | 기묘한 가정의 의뢰 (후편)              | 기묘한 일가의 의뢰 (후편)                | 2005년 5월 23일  | 2009년 6월 10일 | 46권 File 11~ 47권 File 3 | 12년 전 사건으로 비밀을 가지고 있는 범인이 예전 실종된 형제와 더불어 어떻게 살인을 저질렀는지 휴대전화를 통하여 밝히는 에피소드. 코난의 정체에 의구심을 가지고 있던 란(미란)이 차에 떨어뜨린 코난의 휴대전화를 줍게 된다. |
| 400 | 1015화(대 2-44화) | 의혹을 품은 란                         | 의혹을 품은 란                           | 2005년 5월 30일  | 2022년 8월 15일 | 47권 File 4               | 코난의 정체를 의심하는 란(미란)이 모두가 잠든 새 혼자 코난이 떨어뜨린 코난의 휴대전화를 조사하는 에피소드. 숫자로 유추하는 일본어로 코난의 휴대전화 암호를 풀게 된다. 코난이 모종의 장치로 위기를 모면한다. 겨울연가의 패러디 포스터를 볼 수 있다. |
| 401 | 339화             | 보석 강도 현행범 (전편)                | 보석 강도 현행범 (전편)                  | 2005년 6월 6일   | 2009년 6월 11일 | 47권 File 5~7             | 다카기(신형선)가 사토(오지인)를 위해 보석을 사러 간 금은방에 나타난 강도가 옥상에 스스로 몸을 던져 죽는 에피소드. 400화가 방영되지 않은 한국판에선 도입부의 장미와 코난의 대화를 통해 400화의 상황을 어렴풋이 얘기한다. - (한) 여민정 성우의 개인 사정으로 아유미(아름) 역의 성우가 박리나로 교체                                                                                          |
| 402 | 340화             | 보석 강도 현행범 (후편)                | 보석 강도 현행범 (후편)                  | 2005년 6월 13일  | 2009년 6월 11일 | 47권 File 5~7             | 범인이 시간, 날씨, 공간을 이용해 어떻게 피해자를 보석 강도로 위장해 살해했는지 밝혀지는 에피소드. 사토(오지인)가 다카기(신형선)가 산 보석을 보고 의외의 반응을 보인다. |
| 403 | 341화             | 이상한 천사관 (전편)                   | 이상한 천사의 저택 (전편)                | 2005년 6월 20일  | 2009년 6월 15일 | 오리지널 ep130            | 유산 상속 17위의 소녀가 소년(어린이) 탐정단에게 의뢰하여 시계 아저씨의 수수께끼를 통해 돌아가신 증조 할아버지의 저택에 숨어 있는 보물을 찾는 에피소드. |
| 404 | 342화             | 이상한 천사관 (후편)                   | 이상한 천사의 저택 (후편)                | 2005년 6월 27일  | 2009년 6월 16일 | 오리지널 ep130            | 코난의 기지(?)로 서로 협동하여 지하 미궁을 빠져나온 소년(어린이) 탐정단이 정해진 시간 안에 수수께끼를 풀고 보물을 발견함과 동시에 시계 아저씨와 관련된 의뢰인과 의뢰인의 증조부와의 진실을 밝히는 에피소드. |
| 405 | 343화             | 구급차를 부르러 간 남자                | 구급차를 부르러 간 사나이                | 2005년 7월 4일   | 2009년 6월 17일 | 오리지널 ep131            | 코난과 다카기(신형선)가 피해자를 발견하고 구급차를 부르려다 범인으로 몰린 무명 개그맨의 누명을 벗기는 에피소드. |
| 406 | 344화             | 코난 헤이지의 추리 매직 (장치편)       | 코난과 하인성의 추리 매직 (사건편)       | 2005년 7월 11일  | 2009년 6월 18일 | 47권 File8~11             | 란(미란)과 카즈하(서가영)의 마술쇼 난입을 계기로 초대받은 마술사 선생님의 실종일에 맞춘 저녁 만찬에서 살인 사건이 일어나는 에피소드. |
| 스물두 번째 닫는곡 : 세상을 멈추어 |                   |                                        |                                          |                  |                 |                           | |
| 407 | 345화             | 코난 헤이지의 추리 매직 (저택편)       | 코난과 하인성의 추리 매직 (추리편)       | 2005년 7월 18일  | 2009년 6월 22일 | 47권 File8~11             | 젋은 마술사에 대한 헤이지(하인성)의 묘한 질투심 가운데 살인범을 찾기 위한 용의자들의 진술이 이어지는 에피소드. (일) 스물두 번째 닫는곡 시작. |
| 408 | 346화             | 코난 헤이지의 추리 매직 (해결편)       | 코난과 하인성의 추리 매직 (해결편)       | 2005년 8월 1일   | 2009년 6월 23일 | 47권 File8~11             | 특이한 집안 구조와 거울을 이용하여 범인이 어떻게 마술처럼 피해자를 죽였는지 밝히는 에피소드. 뒷이야기에서 헤이지가 거짓말을 한다. |
| 409 | 347화             | 동시진행 무대와 유괴 (전편)            | 동시진행, 무대와 납치 (전편)             | 2005년 8월 8일   | 2009년 6월 24일 | 오리지널 ep132            | 연극이 시작되기 얼마 안 남은 때에 집에 끌려 갔던 여자 주연 배우가 납치되는 에피소드. 동영상을 통해 코난이 진실을 유추하나 결국 납치되었다. |
| 410 | 348화             | 동시진행 무대와 유괴 (후편)            | 동시진행, 무대와 납치 (후편)             | 2005년 8월 15일  | 2009년 6월 25일 | 오리지널 ep132            | 소년(어린이) 탐정단과 연극단장이 여주인공이 본격적으로 출연하는 클라이막스까지 범인을 밝히고 여주인공을 찾아 무대에 올리도록 고군분투하는 에피소드. 란(미란)이 클라이막스까지 공주 대역으로 참가한다. |
| 411 | 1017화(대 2-45화) | 신사 토리이(기둥문)의 깜짝 암호 (전편) | 신사 기둥의 놀라운 암호 (전편)           | 2005년 8월 22일  | 2022년 8월 22일 | 48권 File 1~3             | 코난, 겐타(뭉치), 미츠히코(세모), 아유미(아름)가 신사 근처 숲에서 아가사(브라운)와 아이(장미)가 만든 가타카나 암호로 보물을 찾는 동안, 란(미란)과 소노코(보라)는 영어와 일어가 혼합된 다잉 메시지를 남기고 죽은 사건에 연루되는 에피소드. 소노코(보라)가 코난이 란(미란)에게 남겨 준 번호로 란(미란)의 비키니 사진을 보낸다.                                                               |
| 412 | 1018화(대 2-46화) | 신사 토리이(기둥문)의 깜짝 암호 (후편) | 신사 기둥의 놀라운 암호 (후편)           | 2005년 8월 29일  | 2022년 8월 22일 | 48권 File 1~3             | 코난이 암호 문자가 쓰인 종이를 가로로 눕히고 반사시켜 보물이 있는 장소를 알아내고, 란(미란)이 말한 다잉 메시지의 의미를 알아내 전전긍긍하는 동안 란(미란)도 살인범을 제압하는 에피소드. 아이(장미)가 란(미란)의 비키니 사진을 지운다. |
| 413 | 349화             | 완전 반분 범죄의 수수께끼              | 절반의 완전범죄                          | 2005년 9월 5일   | 2009년 7월 1일  | 오리지널 ep133            | 추리작가가 독살 당한 가운데 유력한 용의자인 신인 작가가 그 자리에 없었다는 구실로 피해가려는 사건의 실체를 밝히는 에피소드. |
| 414 | 350화             | 푸른 새를 쫓는 탐정단                  | 파랑 새를 쫓는 탐정단                    | 2005년 9월 12일  | 2009년 7월 1일  | 오리지널 ep134            | 아유미(아름), 겐타(뭉치), 미츠히코(세모)가 코난의 도움 없이 친구가 키우는 파랑새의 죽음을 파헤치려 하는 에피소드. |
| 열여섯 번째 여는곡 : Growing of my heart |                   |                                        |                                          |                  |                 |                           | |
| 415 | 351화             | 불멸에 나타나는 악령 (사건편)          | 불길한 날의 악령 (사건편)                | 2005년 10월 10일 | 2009년 7월 2일  | 48권 File 4~8             | 괴 매세지가 날아온 이후 불길한 날마다 괴상한 일이 일어나는 저택에서 이번에도 불길한 날이 되자 3층 베란다에 가족 일원중 하나인 보안업체 사장이 목이 매달려 죽은 채 발견되는 에피소드. (일) 열여섯 번째 여는곡 시작. |
| 416 | 352화             | 불멸에 나타나는 악령 (의혹편)          | 불길한 날의 악령 (의혹편)                | 2005년 10월 17일 | 2009년 7월 2일  | 48권 File 4~8             | 사건이 13년 전 배사고와 연관 됐음이 밝혀진 가운데, 집주인도 죽게 되는 에피소드. 말미에 유령의 소행인 줄 알고 코난과 코고로를 제외한 전원이 공포에 떤다. |
| 스물세 번째 닫는곡 : Thank You For Everything |                   |                                        |                                          |                  |                 |                           | |
| 417 | 353화             | 불멸에 나타나는 악령 (해결편)          | 불길한 날의 악령 (해결편)                | 2005년 10월 24일 | 2009년 7월 8일  | 48권 File 4~8             | 13년 전 배사고와 관련된 범인이 자신의 버릇(징크스)을 활용하여 어떻게 범인을 죽였는지와 범인에 대한 실체가 밝혀지는 에피소드. (일) 스물세 번째 닫는곡 시작. |
| 418 | 354화             | 베이카 거리 다락방의 집                | 다락방이 있는 집                         | 2005년 10월 31일 | 2009년 7월 8일  | 오리지널 ep135            | 코난이 멀리 코고로(유명한) 탐정 사무소가 보이는 다락방이 있는 새 집에 이사온 수상한 노부부를 추적하는 에피소드. 쿠도 부부(쿠도 유사쿠/남건, 쿠도 유키코/이하연)가 43화에서 있었던 일에 대한 아들의 앙갚음을 당하게 된다. |
| 419 | 355화             | 야마타노오로치의 검 (전편)             | 구렁이의 검 (전편)                       | 2005년 11월 7일  | 2009년 7월 9일  | 오리지널 ep136            | 이즈모(신화마을) 신사에서 관광안내를 우연히 코고로(유명한), 란(미란), 코난에게 했던 여관집 여인과 여관 수리를 빌미로 강제 결혼하려던 악덕 사업가가 1억을 호가하는 검까지 도난당한 채 살해되는 에피소드. 검이 해변가에서 발견된 가운데 여관집 여인과 그 소꿉친구가 알리바이가 증명되지 않는 가운데 서로를 감싸려 한다.                                                                      |
| 420 | 356화             | 야마타노오로치의 검 (후편)             | 구렁이의 검 (후편)                       | 2005년 11월 14일 | 2009년 7월 9일  | 오리지널 ep136            | 알리바이가 엇갈린 두 연인의 진실이 밝혀지고, 진범이 어떻게 알리바이를 조작해 범행 사실을 회피했는지 밝히는 에피소드. |
| 421 | 357화             | 은행나무색 첫사랑 (전편)               | 은행잎 색 첫사랑 (전편)                  | 2005년 11월 21일 | 2009년 7월 15일 | 40권 File 7~9             | 아가사(브라운) 박사의 40년 전 첫사랑이 남긴 편지의 암호를 토대로 소년(어린이) 탐정단과 아가사(브라운) 박사가 동물원에서 서로 만나기로 했던 추억의 장소를 찾는 에피소드. |
| 422 | 358화             | 은행나무색 첫사랑 (후편)               | 은행잎 색 첫사랑 (후편)                  | 2005년 11월 28일 | 2009년 7월 15일 | 40권 File 7~9             | 암호를 푼 소년(어린이) 탐정단과 아가사(브라운) 박사의 추억의 장소에서 첫사랑을 마침내 만나게 되는 에피소드. 란(미란)도 어렸을 때 만난 그녀와의 약속을 지키려 한다. |
| 423 | 359화             | 탐정단과 배추벌레 4형제                | 탐정단과 애벌레 4형제                    | 2005년 12월 5일  | 2009년 7월 16일 | 오리지널 ep137            | 올리브 나무에 붙어 있는 애벌레를 통해 살인 사건의 진상을 파악한 소년(어린이) 탐정단이 사건에 연루된 동급생을 범인으로부터 구하려 하는 에피소드. |
| 424 | 360화             | 삐에로부터의 사진 메일                 | 피에로가 보낸 사진 메시지                | 2005년 12월 19일 | 2009년 7월 16일 | 오리지널 ep138            | 사진 메시지를 남기고 교살당한 피에로 복장의 편집장을 범인이 어떻게 알리바이와 사후경직을 조작해서 죽였는지 지진 경보기와 베란다의 흔적 등으로 밝혀내는 에피소드. |

### 내용주
1. ↑  특히 두 번째 에피소드는 죽은 사람이 살아나거나 진짜 범인이 있고 그 중에 괴도 키드가 있는 반전이 이어가는 구성으로 이루어져 있다.
2. ↑  실종된 개 이름이 일본판에선 도일이었는데, 한국판에선 홈즈로 변경되어 방영되었다.
3. ↑  특히 두 번째 에피소드는 핫토리 헤이지가 열정적으로 사건의 진상을 추적하는 것을 핫토리 헤이조가 이용해 사건을 일으킨 범인을 체포하는 구성으로 이루어져 있다.
4. ↑  이번화부터 영상이 셀화에서 디지털화로 변경되었다.
5. ↑  야카타부네 : 지붕있는 노릿배. 헤이안 시대 이후 여러 목적의 배에 지붕을 씌우는 등 성행하였으나 쇼와 시대에 잠시 주춤, 이후 쇼와 시대 말엽 다시 등장하게 된다.
6. ↑  다카기 (신형선) 형사와 코난이 폭탄이 달린 엘리베이터에 갇히게 되나 코난의 기지로 범인이 사건을 일으킬 다음 장소에 대한 힌트를 얻고 안전하게 탈출한다.
7. ↑  일본판 345화(한국판 295화~299화, 이하 한국판 기준 화수)의 분할 상영으로 인한 맥끊김을 막고자 일본판 343화~344화(한국판 293화~294화)를 17시 30분부터 18시 30분까지 '스폐셜'의 형태로 방영되었다. 22일 295화가 방송되었고 다음날 296화, 24일 297화, 그 다음주인 28일 298~9화가 방영되었다.
8. ↑  코난이 검은 조직의 검은 조직의 흔적을 추적하는 장면이 많이 있지만 일어 암호가 나온 관계로 한국어 방영은 이루어지지 않았다.
9. ↑  불멸(仏滅): 부처가 죽은 날로써, 불길한 날.

### 참조주
1. ↑  “第219話　「集められた名探偵！工藤新一ＶＳ怪盗キッド」” (일본어). 요미우리 TV 방송. 2016년 10월 14일에 원본 문서에서 보존된 문서. 2015년 2월 18일에 확인함.
2. ↑  올바른 표기는 데자뷔다.
3. ↑  매운맛은 미각이 아니라 통각이다.

## 같이 보기
- 명탐정 코난 (일본의 만화)
- 명탐정 코난 (애니메이션)